# Josef Mengele

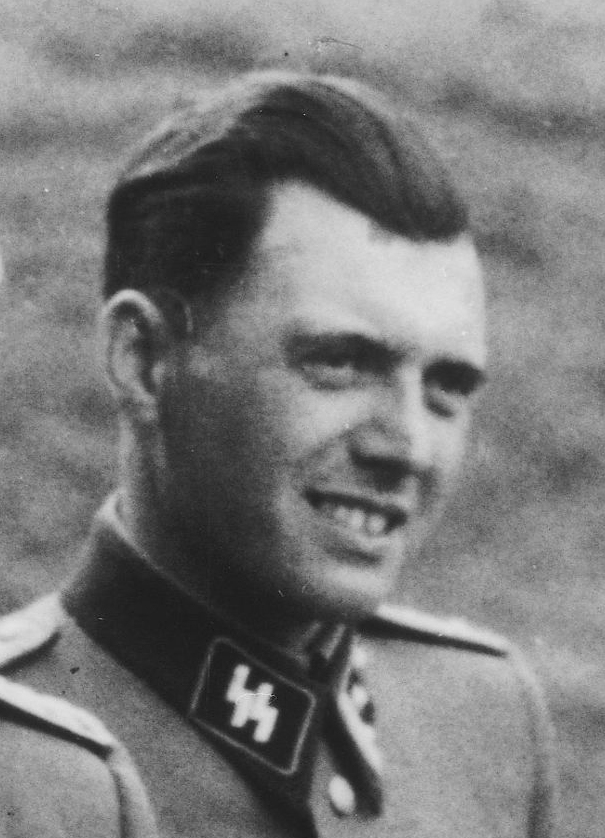
SS-Lagerarzt Josef Mengele (Bildausschnitt), aufgenommen an der Solahütte bei Auschwitz, 1944

Josef Mengele (* 16. März 1911 in Günzburg; † 7. Februar 1979 in Bertioga, Brasilien) war ein deutscher nationalsozialistischer Kriegsverbrecher, Mediziner und Anthropologe. Nachdem er ab 1937 als Assistent des Erbbiologen und Rassenhygienikers Otmar von Verschuer gearbeitet hatte, meldete sich Mengele 1940 freiwillig zur Waffen-SS. Nach einem Fronteinsatz als Truppenarzt bei der 5. SS-Panzer-Division „Wiking“ wurde Mengele von Mai 1943 bis Januar 1945 als Lagerarzt im KZ Auschwitz-Birkenau eingesetzt. In dieser Funktion nahm er Selektionen vor, überwachte die Vergasung der Opfer und führte menschenverachtende medizinische Experimente an Häftlingen durch. Er sammelte Material und betrieb Studien zur Zwillingsforschung, zu Wachstumsanomalien, zu Methoden der Sterilisation von Menschen und Transplantation von Knochenmark sowie zur Therapie von Fleckfieber und Malaria.
Nach dem Ende des Zweiten Weltkriegs wurde Mengele international als NS-Kriegsverbrecher gesucht, jedoch nie gefasst. Er ertrank 1979 in dem brasilianischen Badeort Bertioga, als er beim Schwimmen im Meer einen Schlaganfall erlitt. 1985 wurden im Zuge einer intensivierten Fahndung seine unter falschem Namen beerdigten Gebeine entdeckt und identifiziert.
Mengele rückte erst während der frühen 1960er Jahre im Zuge der Ermittlungen zu den Auschwitzprozessen ins engere Blickfeld der Strafverfolger. Zuvor hatte er bereits einige Jahre unter seinem echten Namen ungestört in Argentinien gelebt. Seine weitere Flucht über Paraguay nach Brasilien gab Anlass zu unzähligen Spekulationen und Legendenbildungen, konnte aber erst nach der Entdeckung seiner Leiche aufgeklärt werden.
Nachdem die Person Mengeles seit den 1960er Jahren durch sensationalistische Presseberichterstattung und Hollywoodfilme zunehmend verzerrt wahrgenommen worden war, bemühte sich die Forschung seit Mitte der 1980er Jahre um eine „Entdämonisierung“. Standen zunächst die Umstände der Flucht und die Persönlichkeitsstruktur Mengeles im Mittelpunkt, so wurde in den letzten Jahren vor allem seine Integration in die an den deutschen Kaiser-Wilhelm-Instituten während des Nationalsozialismus betriebene wissenschaftliche Grundlagenforschung untersucht. Mengeles enger Kontakt zum Kaiser-Wilhelm-Institut für Anthropologie, menschliche Erblehre und Eugenik (KWI-A) unter Otmar Freiherr von Verschuer in Berlin, dem er hunderte Präparate schickte, seine Menschenversuche an Häftlingen und vor allem seine Zwillingsforschungen in Auschwitz werden von einigen Historikern als „Pseudowissenschaft“, von anderen als Teil einer gewissenlos und unter rassistischen Prämissen betriebenen Experimentalmedizin gesehen.

## Leben

### Herkunft und Jugend
Josef Mengele wurde als ältester von drei Söhnen des Ingenieurs und Fabrikbesitzers Karl Mengele und dessen Frau Walburga, geb. Hupfauer, in Günzburg an der Donau geboren. Sein Vater hatte dort 1907 einen Landmaschinenbetrieb übernommen und in wenigen Jahren zum größten Arbeitgeber des Ortes aufgebaut. 1959, im Jahr seines Todes, beschäftigte die Firma Karl Mengele & Söhne weltweit über 2000 Mitarbeiter. Karl Mengele kämpfte im Ersten Weltkrieg, schloss sich während der 1920er Jahre dem Stahlhelm, Bund der Frontsoldaten, an und war zumindest zeitweise Mitglied der DNVP. Er wird als konservativ beschrieben, gilt aber nicht als Antisemit. Er kandidierte 1924 und 1929 erfolglos auf der Liste der Freien Bürgervereinigung für den Günzburger Stadtrat. Dass er 1932 eine seiner Fabrikhallen für einen Wahlkampfauftritt Adolf Hitlers zur Verfügung stellte, wird oft als Beleg einer nationalsozialistischen Gesinnung angeführt, aber von Historikern übereinstimmend als solidarische Aktion im Rahmen der Harzburger Front gewertet. Im Mai 1933 trat Karl Mengele der NSDAP bei und erhielt offenbar als Gegenleistung für eine Parteispende einen Sitz im Stadtrat. Nach Kritik aus Parteikreisen, er habe sich sein Mandat erkauft, trat er außerdem 1935 der SS bei. Das familiäre Milieu, aus dem Josef Mengele stammte, bezeichnet die historische Forschung nicht als ein nationalsozialistisches, sondern als ein katholisch-konservatives und deutschnationales.
Josef Mengele selbst trat 1924 dem Großdeutschen Jugendbund (GDJ) bei, der zur Bündischen Jugend gehörte. Zwischen 1927 und 1930 stand er als „Ältestenführer“ der Günzburger Ortsgruppe vor. Obwohl der GDJ antisemitisch orientiert war und einen aggressiven Nationalismus vertrat, wird Mengeles Mitgliedschaft nicht als Ausdruck einer bereits nationalsozialistischen Weltanschauung gesehen, weil der GDJ eher dem Spektrum der „Konservativen Revolution“ zugeordnet wird.

### Studium
Nach dem Abitur am Gymnasium Günzburg, das Mengele Ostern 1930 absolvierte, immatrikulierte er sich an der Ludwig-Maximilians-Universität München für Medizin und wechselte zum dritten Semester wegen einer privaten Beziehung nach Bonn. Bewusst, so schildert er es selbst, schloss er sich keiner schlagenden Studentenverbindung an, da ihm deren Trinksitten nicht behagten. Im Mai 1931 trat er jedoch dem Jungstahlhelm bei. In seinem Tagebuch erklärte Mengele dies 1974 damit, dass er mit einem Kommilitonen einen kommunistischen Demonstrationszug beobachtet habe und dadurch zur Gewissheit gelangt sei, dass es an der Zeit sei, politisch Partei zu ergreifen. Im Sommer 1932 bestand Mengele das Physikum und kehrte im Sommer 1933 nach einem Semester in Wien nach München zurück. Er schrieb sich jetzt zusätzlich auch für Zoologie und Anthropologie ein, die an der naturkundlichen Sektion der Philosophischen Fakultät gelehrt wurde.
Im November 1935 wurde Mengele beim Direktor des Anthropologischen Instituts der Universität München, Theodor Mollison, mit einer „summa cum laude“ bewerteten Arbeit über Rassenmorphologische Untersuchung des vorderen Unterkieferabschnittes bei vier rassischen Gruppen zum Dr. phil. promoviert. Dazu untersuchte er 123 Unterkiefer aus der Münchner Anthropologischen Staatssammlung, also ganz überwiegend Material aus der Frühgeschichte der Menschheit (Altägypter, Melanesier, kurz- und langschädlige Europäer, Ofnet-Schädel/Steinzeit). Ihm ging es dabei um den Nachweis, dass sich anhand dieser Kieferabschnitte die Zugehörigkeit zu verschiedenen „Rassen“ bestimmen lasse. Die Medizinhistoriker Udo Benzenhöfer, Hanns Ackermann und Katja Weiske weisen darauf hin, dass diese Arbeit einer kritischen Analyse zur Methodik nicht standhält, auch nicht aus Sicht des Jahres 1935. Sie sei als „Pseudo-Wissenschaft bzw. Wahn“ zu betrachten.
Im Sommer 1936 legte Mengele das medizinische Staatsexamen ab. Nach einem viermonatigen Praktikum an der Kinderklinik der Universität Leipzig trat er auf Empfehlung Mollisons 1937 eine Assistentenstelle am Universitäts-Institut für Erbbiologie und Rassenhygiene Frankfurt am Main an, das zu diesem Zeitpunkt von Otmar Freiherr von Verschuer geleitet wurde. Er begann dort am 1. Januar 1937 zunächst als Medizinalpraktikant, erhielt am 1. September die Bestallung als Arzt. Im Monat September 1937 wurde er als Volontär geführt, ab dem 1. Oktober als Stipendiat der William G. Kerckhoff-Stiftung. Mollison und Verschuer gelten als diejenigen, die Mengeles Interesse für erbpathologische und rassenhygienische Themen weckten.

### Assistent von Otmar Freiherr von Verschuer
Besondere Bedeutung für Mengeles weitere Karriere gewann Verschuer. Dieser hatte sich seinen Namen mit Studien zur Erbbiologie gemacht und sich dabei 1927 über die Vererbung bei Zwillingen habilitiert. Verschuer trat erst 1940 der NSDAP bei, ließ aber nie Zweifel daran, dass er die nationalsozialistische Rassenhygiene vorbehaltlos unterstützte. So arbeitete er nicht nur zur Vererbung von Krankheiten und deren Erbprognose, sondern gutachtete auch zu rassenhygienischen Zwangssterilisationen und in Prozessen zur sogenannten „Rassenschande“ nach den Nürnberger Gesetzen. Mengele, den sein Institutskollege Hans Grebe nach dem Krieg als „Lieblingsschüler“ Verschuers beschrieb, arbeitete an solchen Gutachten mit bzw. erstellte eigene Gutachten.
Mengele wurde vermutlich im Juni 1938 mit „Sippenuntersuchungen bei Lippen-Kiefer-Gaumenspalte“, einem Versuch, deren Erblichkeit statistisch nachzuweisen, ebenfalls mit der Höchstnote promoviert. Zum 1. Juni oder 16. Juli 1938 übernahm er eine Assistentenstelle in Verschuers Institut für Erbbiologie und Rassenhygiene. Für seine Promotion wählte Mengele 17 Probanden aus, die zwischen 1925 und 1935 auf der Kinderstation der Chirurgischen Universitätsklinik Frankfurt an ihrer Lippen-Kiefer-Gaumenspalte operiert worden waren. Durch die „Sippenuntersuchung“ ermittelte er insgesamt 1222 Personen, von denen er 583 persönlich aufsuchte. Die Medizinhistoriker Udo Benzenhöfer und Katja Weiske bemerken, dass Mengele dabei sogenannte „Mikromanifestationen“ in den Vordergrund stellte, da ihm die anhand der Hauptformen festgestellte Quote der Erblichkeit offenkundig nicht ausreichte. Dabei sei eigentlich gar nicht sicher, so Benzenhöfer, ob man diese „Mikromanifestationen“ überhaupt zur Lippen-Kiefer-Gaumenspalte rechnen könne. Man dürfe deshalb annehmen, dass Mengele dadurch „eine hohe Erblichkeitsquote ‚erzielen‘ wollte“. Durch die Berücksichtigung von mindestens einer „Mikromanifestation“ erreichte Mengele eine Erblichkeitsquote von zunächst 100 %. Diese Quote senkte er wieder, indem er willkürlich das gleichzeitige Vorkommen von zwei „Mikromanifestationen“ (statt nur einer) zur Bedingung machte. Die so erzielte Quote (Erblichkeit in 13 von 17 Familien) lag deutlich höher als in der vergleichbaren zeitgenössischen Forschung zum Thema.
Beide Doktorgrade wurden Mengele wegen seiner im KZ Auschwitz begangenen Verbrechen 1960 bzw. 1961 aberkannt. Diese Entscheidung wurde am 23. September 1963 rechtsgültig.
Mit der Eingliederung des Stahlhelms in die SA im November 1933 gehörte auch Mengele der SA an, trat dort aber im Oktober 1934 mit Verweis auf ein seit seiner Jugend bestehendes Nierenleiden aus. Am 2. Juli 1937 beantragte er die Aufnahme in die NSDAP und wurde rückwirkend zum 1. Mai desselben Jahres aufgenommen (Mitgliedsnummer 5.574.974). 1938 trat er in die SS ein (SS-Nummer 317.885). Hans Münch, der ebenfalls Arzt im KZ Auschwitz war, attestierte Mengele 1985, er habe sich „[a]us kühlen Karriereüberlegungen und aus voller politischer Überzeugung“ auf das Gleis gesetzt, „das ihn im Mai 1943 schließlich nach Auschwitz führte“.
Mengele engagierte sich nicht nennenswert politisch. Vom 24. Oktober 1938 bis zum 21. Januar 1939 leistete er einen auf drei Monate verkürzten Grundwehrdienst bei der 19. Kompanie des Gebirgsjägerregiments 137 in Saalfelden am Steinernen Meer. Im Juli 1939 heiratete er Irene Schoenbein, die er in Leipzig kennengelernt hatte. Weil der Großvater des Vaters seiner Frau nicht bekannt war, wurde die Aufnahme des Ehepaars in das „Sippenbuch der SS“ durch das Rasse- und Siedlungshauptamt abgelehnt. Nach Beginn des Zweiten Weltkrieges blieb Mengele zunächst am Frankfurter Institut, bis er am 15. Juni 1940 zur Sanitätsersatzabteilung 9 der Wehrmacht in Kassel eingezogen wurde. Laut Vorlesungsverzeichnissen wurde Mengele noch bis Kriegsende als Assistent in Frankfurt geführt.

### Truppenarzt der Waffen-SS
Angeblich, weil er von einem Ausbilder schikaniert wurde, meldete sich Mengele zur Waffen-SS und absolvierte im Range eines Hauptscharführers von Anfang August bis Anfang November 1940 eine militärärztliche Ausbildung bei der Sanitätsinspektion der Waffen-SS. Im September 1940 wurde er rückwirkend zum Untersturmführer befördert. Zwischenzeitlich – offenbar bereits unmittelbar nach dem Übertritt zur Waffen-SS – war er zur „Umsiedlungsstelle“ in Łódź und zur „Einwanderungsstelle“ in Posen des Reichskommissars für die Festigung deutschen Volkstums abgeordnet, wo er im Rahmen der nationalsozialistischen „Eindeutschungs“-Politik Gutachten zur rassenbiologischen Klassifizierung von volksdeutschen Umsiedlern nach den Maßgaben der Deutschen Volksliste vornahm. Vermutlich mit Aufstellung der Division von Februar bis Mai 1941, spätestens wohl zu Beginn des Überfalls auf die Sowjetunion, wurde er als Truppenarzt zur SS-Division „Wiking“ (SS-Pionier-Bataillon 5) versetzt. Dass Mengele von Beginn an am Russlandfeldzug teilnahm, belegt das Zusammentreffen mit einem Studienfreund an der Front bei Dnepropetrowsk im Sommer 1941. Die Division wird für Massaker an Juden im Juli 1941 verantwortlich gemacht.
Für sein Einsatzverhalten in der Sowjetunion 1941 und 1942 wurde Mengele mit dem Eisernen Kreuz I. und II. Klasse ausgezeichnet und zum SS-Obersturmführer befördert. Es existieren unterschiedliche Angaben darüber, wie lange Mengele mit der Division „Wiking“ an der Front kämpfte. Spätere Aussagen des Kriegskameraden und späteren Auschwitzer KZ-Arztes Horst Fischer, von Verschuer sowie von Mengeles Ehefrau Irene deuten darauf hin, dass Mengele erst Mitte Januar 1943 wegen einer Verwundung von der Front zurückkehrte. Im Oktober 1942 wurde er noch bei seiner Einheit als Truppenarzt geführt und zur Beförderung vorgeschlagen. Dass er einer angeordneten Versetzung zur Dienststelle Reichsarzt SS und Polizei zum 23. Juli 1942 nachkam, erscheint demgegenüber unwahrscheinlich. Nach Auswertung von bislang unbekannten, auf September und Oktober 1942 datierten Feldpostbriefen und Fotografien kann nunmehr als gesichert gelten, dass Mengele nach einer ersten Verwundung und einem Fronturlaub im August 1942 in Freiburg bereits Anfang September 1942 wieder in seine Einheit und Stellung an der Ostfront zurückkehrte. Gesichert ist auch, dass Mengele am 14. Februar 1943 zum SS-Ersatzbataillon „Ost“ versetzt wurde und nach seiner Beförderung zum SS-Hauptsturmführer (April 1943) vom SS-Führungshauptamt am 24. Mai 1943 mit Wirkung zum 30. Mai 1943 zum Dienst in das KZ Auschwitz abgeordnet wurde.

### Lagerarzt im KZ Auschwitz

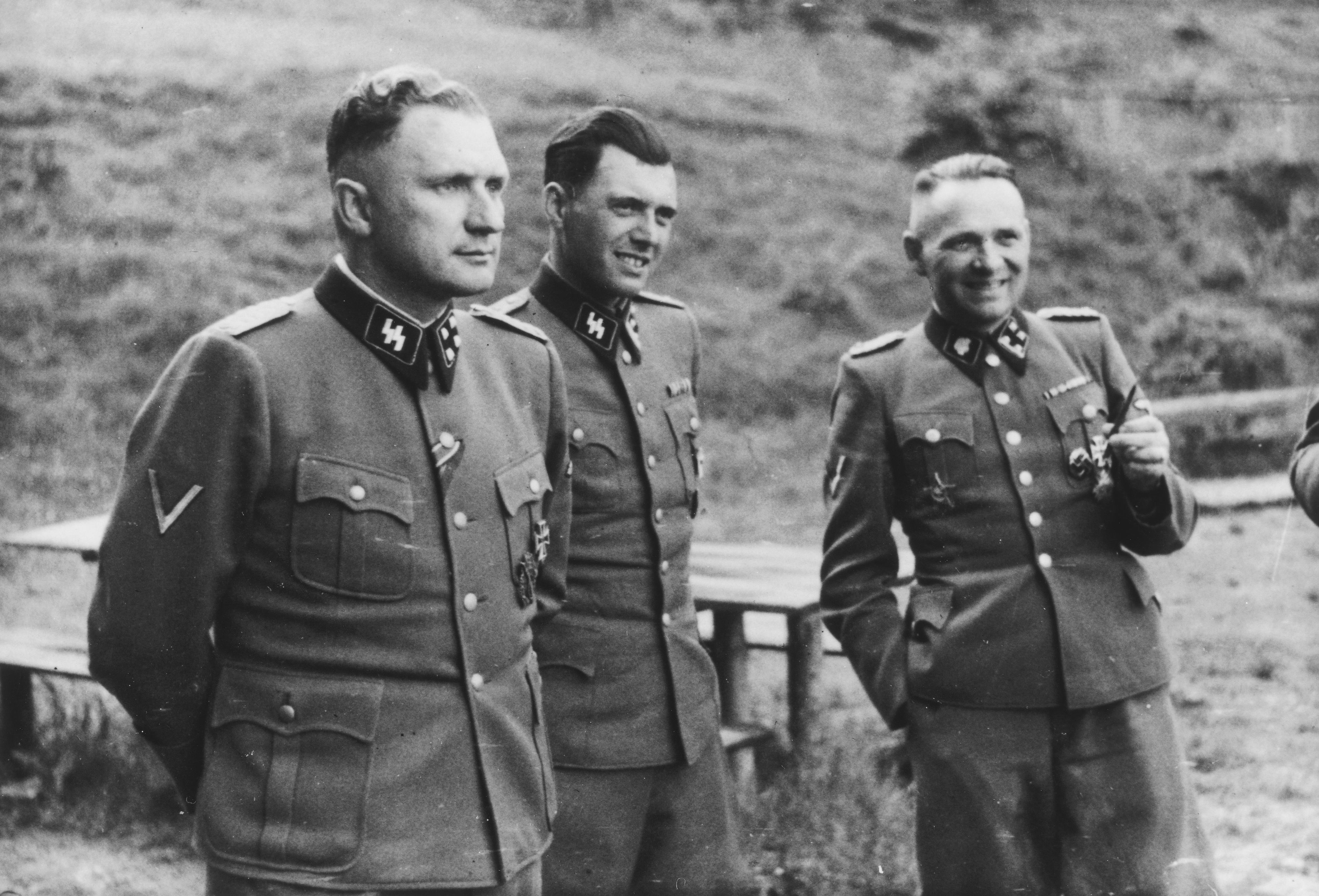
Josef Mengele (Mitte) zwischen den Kommandanten Richard Baer (links) und Rudolf Höß an der Solahütte bei Auschwitz, 1944. Aufnahme aus dem Auschwitz-Album Karl-Friedrich Höckers

Mengele war im „Zigeunerlager“ Auschwitz B II bis zu dessen Auflösung im August 1944 leitender Lagerarzt. Anschließend wurde er leitender Lagerarzt im „Häftlingskrankenbaulager“ (HKB) B IIf und im Dezember 1944 Truppenarzt im SS-Truppenlazarett in Birkenau. Stets übernahm er aber auch Aufgaben in anderen Lagerabschnitten des KZ. Sein Vorgesetzter im KZ Auschwitz war SS-Standortarzt Eduard Wirths. Mengele verließ das KZ Auschwitz am 18. Januar 1945 auf der Flucht vor der anrückenden Roten Armee in Richtung des als Auffanglager vorgesehenen KZ Groß-Rosen.
Mengeles Versetzung in das KZ Auschwitz hat zu Spekulationen Anlass gegeben. Es wurde vermutet, dass Mengele sich freiwillig gemeldet habe, um nicht wieder an die Front zu müssen, oder dass von Verschuer hinter den Kulissen mitgewirkt haben könnte, um mit Mengele einen Vertrauensmann im Vernichtungslager zu haben, der Forschungsmaterial liefern könnte. Als wahrscheinlich gilt einerseits, dass das SS-Wirtschafts- und Verwaltungshauptamt durch die plötzliche und längerfristige Erkrankung von Benno Adolph, dem Lagerarzt des gerade eingerichteten „Zigeunerlagers“, kurzfristig einen Ersatz benötigte und Mengele beim Ersatzbataillon gerade verfügbar war.
Auf der anderen Seite ist belegt, dass sich Mengele während seines Berlin-Aufenthaltes inoffiziell am Kaiser-Wilhelm-Institut für Anthropologie, menschliche Erblehre und Eugenik (KWI-A), in Berlin-Dahlem aufhielt, dessen Leitung Verschuer 1942 übernommen hatte. Verschuer hatte ohnehin beabsichtigt, Mengele bei Gelegenheit nach Dahlem zu holen. Der Historiker Benoit Massin hält dabei Verschuers Assistenten Siegfried Liebau für die Schlüsselfigur. Liebau habe geradezu ein „Bündnis zwischen Verschuer und der SS“ vermittelt. Er hatte als Personalreferent im Sanitätsamt der Waffen-SS 1942 Mengeles Versetzung zum Reichsarzt SS unterzeichnet, arbeitete während Mengeles informellem Aufenthalt am KWI-A ebenfalls dort und war nicht nur bereits vor Mengeles Versetzung im KZ Auschwitz gewesen, sondern hatte der Forscherin Karin Magnussen von dort auch Fotografien von „Zigeunern“ mit verschiedenfarbigen Augen mitgebracht. Diese Verbindung und eine Aussage Hans Münchs, Mengele habe „wegen der großen Forschungsmöglichkeiten“ um die Versetzung gebeten, lassen Massin schließen, dass Mengeles Anwesenheit in Auschwitz kein Zufall war.
Was Mengele in Auschwitz tat, ergibt sich vor allem aus den Zeugenaussagen Überlebender, nicht zuletzt, weil er seine Unterlagen mitnahm und die Lager-SS kurz vor ihrer Flucht noch versuchte, die Lagerakten und Krankenhausunterlagen zu vernichten. Aufgrund seiner Durchsicht der Akten des Ermittlungsverfahrens der Staatsanwaltschaft Frankfurt am Main warnte Ernst Klee, Aussagen über Mengele seien „mit höchster Vorsicht zu behandeln“, da demnach Mengele gleichzeitig im Stammlager, in Birkenau, Monowitz und den Außenlagern „gewütet“ hätte. Mengeles Einsatzbereich sei aber Birkenau gewesen. Zeugenaussagen können zwar fehlerhaft sein, aber speziell im Fall Mengele liegen Aussagen von Häftlingsärzten und Pflegern vor, die mitunter eng und über längere Zeiträume im KZ Auschwitz mit ihm zusammenarbeiten mussten, sodass deren Aussagen in verschiedenen Ermittlungsverfahren als stichhaltig bewertet wurden. Mengele selbst hat keinerlei Aufzeichnungen aus seiner Zeit in Auschwitz hinterlassen.

#### Leitender Lagerarzt des „Zigeunerlagers“

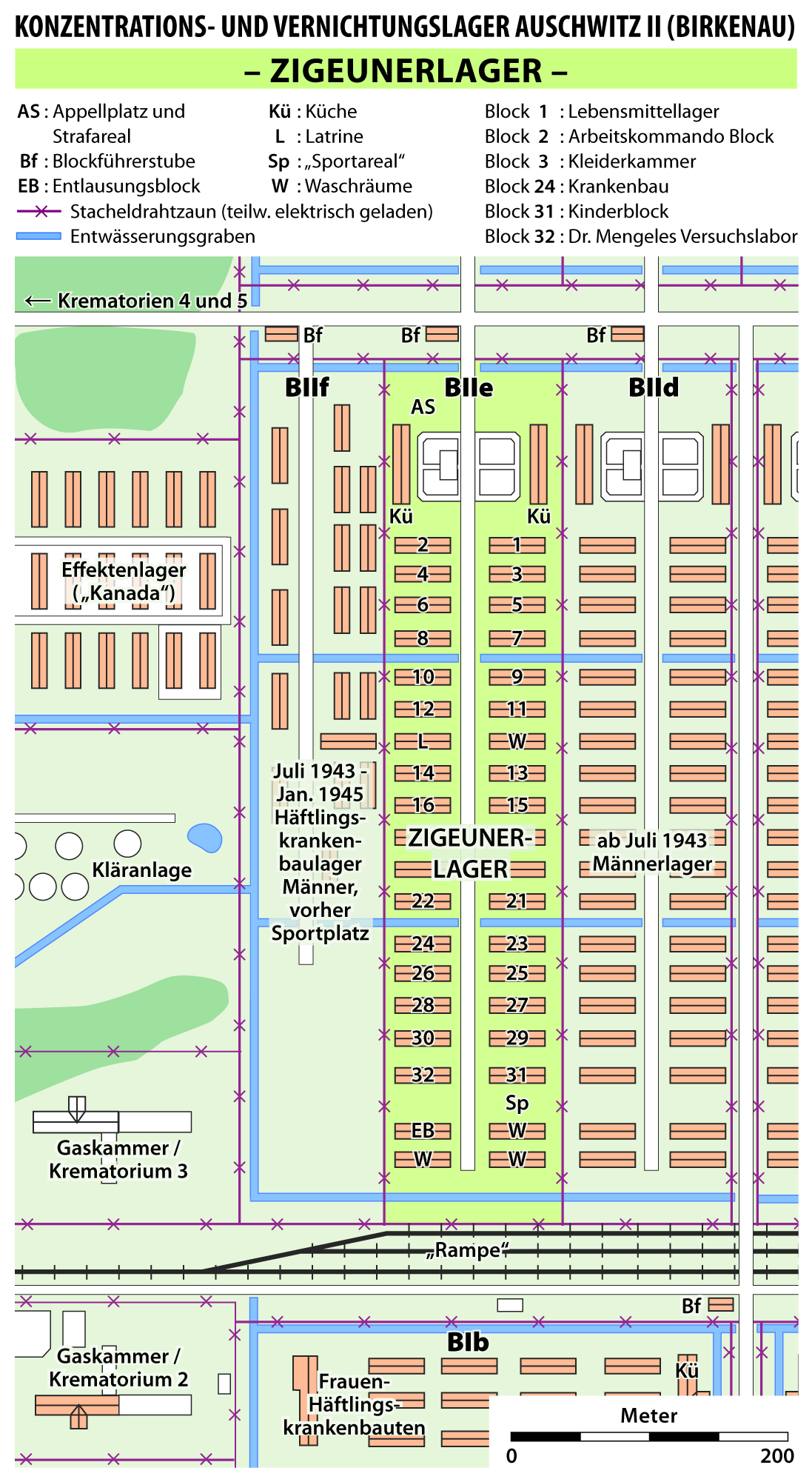
Grafische Darstellung des Zigeunerlagers im KZ Auschwitz-Birkenau

Verschiedene Häftlinge berichten, dass sich Mengele unmittelbar nach seiner Ankunft in Auschwitz um eine Verbesserung der Situation bemüht habe. So habe er die Kapos angewiesen, keine Häftlinge zu erschlagen, für eine ausreichende und regelmäßige Versorgung gerade der Kinder gesorgt, Sport wie Fußball zugelassen und sich den Anliegen der Häftlinge gegenüber offen gezeigt. Solche Aussagen gibt es aber nur wenige. Stattdessen überwiegen bei weitem die Charakterisierungen, die Mengeles wechselhafte Stimmungen und seine besondere Bereitschaft belegen, am Massenmord mitzuwirken. Nach einer Charakterisierung Hans Münchs war er kein Opportunist, sondern von der Notwendigkeit der „Judenvernichtung“ vollkommen überzeugt. Er habe sich vorbehaltlos mit seiner Aufgabe identifiziert. Hermann Langbein, in Auschwitz Schreiber bei Eduard Wirths, sagte 1960 im Ermittlungsverfahren gegen Mengele aus, dieser sei nach Friedrich Entress „der gefürchtetste Lagerarzt“ gewesen. Mengele habe Versuche unterbunden, die Lage der erkrankten Häftlinge zu verbessern. Er habe nicht nur die hygienischen Mängel in seinem Lager verschwiegen, sondern sich auch energisch dafür eingesetzt, dass möglichst wenig Medikamente geliefert würden.
Mengele trat durch seine besonders rücksichtslose und menschenverachtende Art der Bekämpfung von Krankheiten und Seuchen hervor, die bei den schlechten Lebensbedingungen im Lager weit verbreitet waren. Als Ende 1943 im Frauenlager, das zu diesem Zeitpunkt unter seiner Aufsicht stand, eine Typhusepidemie ausbrach, ließ er die 600 Insassinnen eines ganzen Blocks vergasen und den Block anschließend desinfizieren. In diesen Block wurden dann die Frauen des nächsten Blocks verlegt, der geleerte Block desinfiziert und so fort. So ging er auch gegen ungarische Jüdinnen im Lager B IIc vor, die an Scharlach erkrankt waren, und gegen jüdische Kinder im Lager B IIa, unter denen sich die Masern verbreitet hatten. Auch im „Zigeunerlager“ schickte Mengele alle Kranken mit solchen potentiell epidemischen Infektionen in die Gaskammern. Rudolf Höß zufolge, dem Kommandanten des KZ Auschwitz, hielt sich Mengele dabei an einen Geheimbefehl Heinrich Himmlers, wonach die Kranken im „Zigeunerlager“, besonders die Kinder, durch die Ärzte unauffällig zu beseitigen seien.
Sein Vorgesetzter Wirths schlug Mengele gerade wegen seiner Tätigkeit bei der Seuchenbekämpfung im Februar 1944 für das Kriegsverdienstkreuz vor. Im Juli 1944 leitete Mengele die Liquidierung des „Familienlagers Theresienstadt“, wobei unter dem Vorwand der Bekämpfung einer Flecktyphusepidemie ca. 4000 Menschen ermordet wurden. Am 19. August 1944 urteilte Wirths, Mengele habe „alle ihm gestellten Aufgaben oft unter schwierigsten Voraussetzungen zur vollsten Zufriedenheit seiner Vorgesetzten erfüllt und sich jeder Lage gewachsen gezeigt“.
Aufgrund der Krankheiten und der mangelhaften Ernährung starben von den etwa 22.600 nach Auschwitz deportierten Sinti und Roma – mehr als die Hälfte von ihnen Frauen und Kinder – bis Ende 1943 rund 70 %. Bis zum Beginn ihrer systematischen Ermordung starben 13.600 Insassen. Die wohl im Mai 1944 beschlossene Liquidierung des „Zigeunerlagers“ wurde von Mengele befürwortet und umgesetzt. Nach Mengeles Selektion der noch Arbeitsfähigen, die zunächst in das Stammlager des KZ Auschwitz verlegt und anschließend in andere Konzentrationslager verbracht wurden, beaufsichtigte er persönlich die gewaltsame Auflösung des Lagers am 2. August 1944. Dabei wurden die verbliebenen Insassen, nach verschiedenen Angaben zwischen 2897 und 3300, in den Gaskammern ermordet.
Die polnischen Häftlingsärzte Tadeusz Śnieszko, Tadeusz Szymański und Danuta Szymańska berichten, die Arbeitsweise Mengeles als Lagerarzt im „Zigeunerlager“ sei „überhaupt sehr eigenartig“ gewesen. Bei Inspektionen habe er sich milde gezeigt, sodass „selbst die weniger gewandten Zigeuner sich an ihn mit ihren Bitten und Klagen wandten und ihn mit Vater, Väterchen, Onkel oder ähnlichem anredeten“. An den vielen Kranken aber habe Mengele im Allgemeinen kein Interesse gezeigt. Bei Entlausungsaktionen ließ er Kranke ohne Rücksicht auf ihren Zustand stundenlang nackt ausharren, auch im Winter bei Schnee und Regen im Freien, sodass viele starben. 60 Tuberkulosekranke schickte er im Spätherbst 1943 offenkundig in die Gaskammern, sodass es keiner mehr wagte, sich mit Brustschmerzen krankzumelden. Krätze bekämpfte er im Frühjahr 1944 mit einem Säurebad, das zwar desinfizierte, aber lebensgefährlich war. Das besondere Interesse Mengeles erregten allein die sich ausbreitende Erkrankung an Noma, Zwillinge, Kinder mit angeborenen Anomalien und Menschen mit unterschiedlich farbigen Augen (Iris-Heterochromie).

#### Selektionen

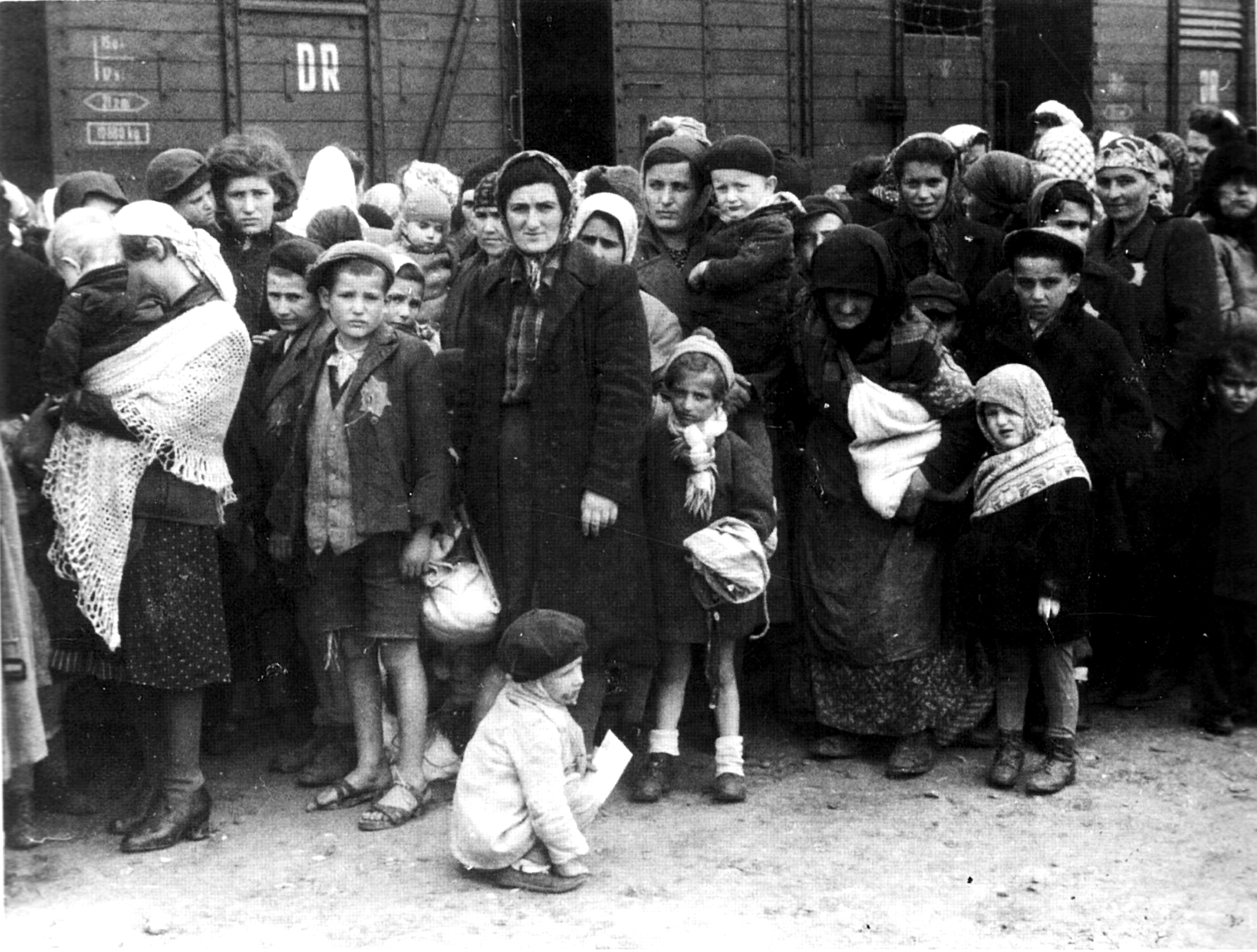
Ankunft ungarischer Juden im KZ Auschwitz (Mai 1944) – Aufnahme aus dem „Auschwitz-Album“

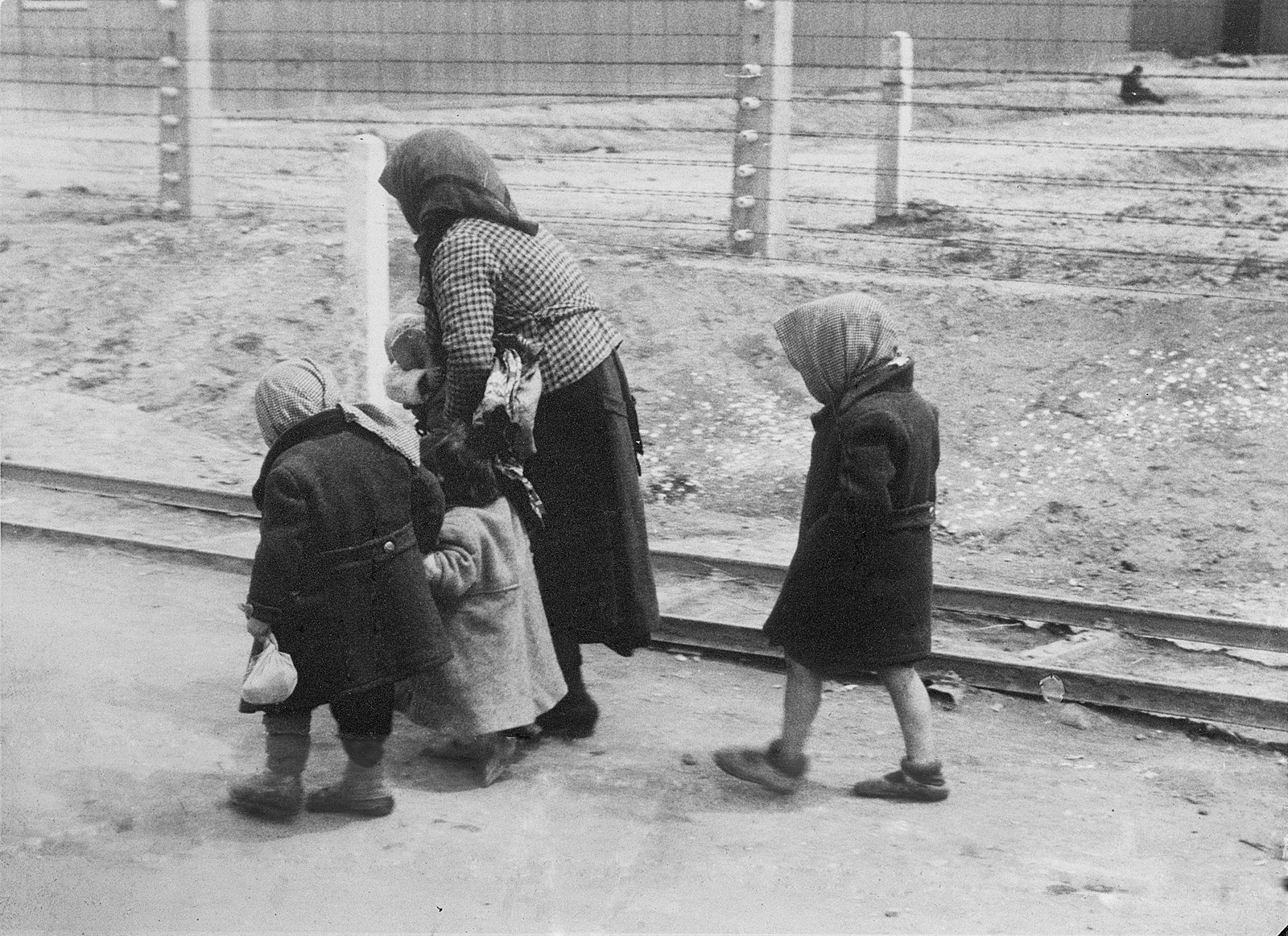
Eine alte Frau mit Kindern auf dem Weg in die Gaskammern in Auschwitz-Birkenau (Mai 1944) – Aufnahme aus dem „Auschwitz-Album“

Zu den Hauptaufgaben der Lagerärzte in Auschwitz gehörte es, Selektionen vorzunehmen. Turnusmäßig selektierten die Ärzte bei ankommenden Transporten an der sogenannten Rampe, aber auch regelmäßig im Lager selbst. Sie entschieden im Wesentlichen durch Augenschein darüber, wer unmittelbar getötet werden sollte oder nicht. Vor allem Kinder, Alte, Kranke, Behinderte, Schwache und Schwangere wurden zur sofortigen Vergasung bestimmt, die von den Ärzten auch beaufsichtigt wurde.
Von Mengele wird berichtet, dass er sich förmlich danach drängte, Selektionen vorzunehmen, während andere SS-Ärzte wie Münch diese Aufgabe nach Möglichkeit vermieden:

„Dem einen unserer Lagerärzte, Untersturmführer Dr. König, einem relativ intelligenten und sachlichen Mann, war dieser Dienst an der Bahnrampe, wie er selbst wiederholt äußerte, eine Qual und er war immer nur nach reichlichem Alkoholgenuß dazu imstande. Hauptsturmführer Dr. Mengele dagegen pfiff sich eins dazu und deutete im Takt der Melodie mit dem Daumen über die Schulter hierhin und dorthin. Wieviele von den Ankömmlingen zu der einen und zu der anderen Gruppe eingeteilt wurden, konnten wir nicht erfahren, auch eine Schätzung war schwierig […].“

Der Günzburger SS-Mann Richard Boeck, der in Auschwitz der Fahrbereitschaft des Stammlagers angehörte, berichtete im Ermittlungsverfahren gegen Mengele 1971 von der Selektion eines Transportes ungarischer Juden. Mengele habe die Kolonne der Deportierten an sich vorüberziehen lassen und mit dem Daumen mal nach links, mal nach rechts gewiesen. Mit dieser Geste schickte er die einen in die Gaskammern, die anderen ins Lager. Überlebende berichten, dass der stets sehr gepflegt und sehr gut aussehende Mengele aufgefallen sei, weil er durchaus nicht wie ein Mörder ausgesehen habe. Er habe zuweilen gelächelt und manchmal eine Opernarie gepfiffen, besonders gerne Themen aus Rigoletto.
Auch innerhalb des KZ Auschwitz wurden immer wieder Selektionen vorgenommen, bei denen Mengele derjenige gewesen sei, der „immer weit über die vorgeschriebene Zahl hinausging“. Der Lagerälteste des Birkenauer Quarantänelagers für Juden, Hermann Diamanski, berichtete 1959 im Ermittlungsverfahren, dass Mengele von Block zu Block ging und auf diejenigen Häftlinge wies, die er zur Vergasung oder Erschießung bestimmte. Bei einem Transport aus Litauen, durch den ca. 80 bis 90 Kinder und Jugendliche ins Lager kamen, stellte Mengele einen ca. 1,20 bis 1,40 m hohen Rahmen auf. Wer durch diesen Rahmen ging, ohne anzustoßen, war zur Ermordung bestimmt. Diese Methode der Selektion wird auch von weiteren Zeugen bestätigt. Der Häftlingsschreiber Tadeusz Joachimowski beschrieb außerdem, dass Mengele mitunter auch Häftlingsärzte mit Selektionen beauftragte, wenn er selber andere Aufgaben wahrnehmen wollte.
Bei Selektionen im Krankenbau pflegte Mengele häufig aber auch eine Art indirekter Selektion, bei der er sich von den Häftlingsärzten und -ärztinnen eine Liste mit Diagnosen und Prognosen vorlegen ließ und auf der Grundlage dieser Unterlagen entschied. Nicht selten versuchten die Häftlingsärzte und -pfleger, gegen Mengele zu arbeiten, etwa indem sie falsche Häftlingsnummern der Selektierten aufschrieben, Nummern übersprangen oder selektierte Häftlinge zu verstecken versuchten, was manchmal, aber nicht immer gelang und bei Mengele, wenn er es entdeckte, regelmäßig zu Wutanfällen führte.
Allein durch die Selektionen innerhalb des Lagers war Mengele an der Tötung Zehntausender Menschen beteiligt. Joachimowski schätzt, dass Mengele 1943 und 1944 allein in den Lagerabschnitten B II b, B II c, B II e und B III rund 51.000 Frauen in den Tod schickte. Die Zahl der Opfer seiner Krankenselektionen geht ebenfalls in die Tausende, denn bei jeder Selektion seien jeweils 400 bis 800 Häftlinge „aussortiert“ worden. Bei der Auflösung des „Zigeunerlagers“ und auch der des „Familienlagers Theresienstadt“ selektierte Mengele die noch arbeitsfähigen Häftlinge und ließ die übrigen vergasen.
Nach Angaben des italienischen Auschwitz-Häftlings und Arztes Leonardo De Benedetti führte Mengele auch im Krankenbau des KZ Auschwitz III Monowitz Selektionen durch. De Benedetti berichtete, dass er 1944 in Monowitz vier Krankenselektionen durch Mengele unterzogen worden sei: „Im Lager Monowitz fanden diese Selektionen in zwei Etappen statt: Die erste Auswahl wurde von einem SS-Offizier getroffen, assistiert von den Ärzten des Krankenbaus im Lager, und ein paar Tage später kam Dr. Mengele und bestätigte durch eine zweite, ebenso rasche und oberflächliche Überprüfung die Auswahl des Ersten.“ Diese sei „endgültig“ gewesen und stellte „ein unanfechtbares Urteil und ein unwiderrufliches Todesurteil dar.“ Auch De Benedettis Mithäftling und Freund Primo Levi bezeugte in einer Erklärung zum Warschauer Prozess gegen Rudolf Höß 1947 die Anwesenheit und die Verantwortung Mengeles für Kranken-Selektionen 1944 in Monowitz.

#### Medizinische Experimente und Untersuchungen

##### Die „Wasserkrebs“-Epidemie

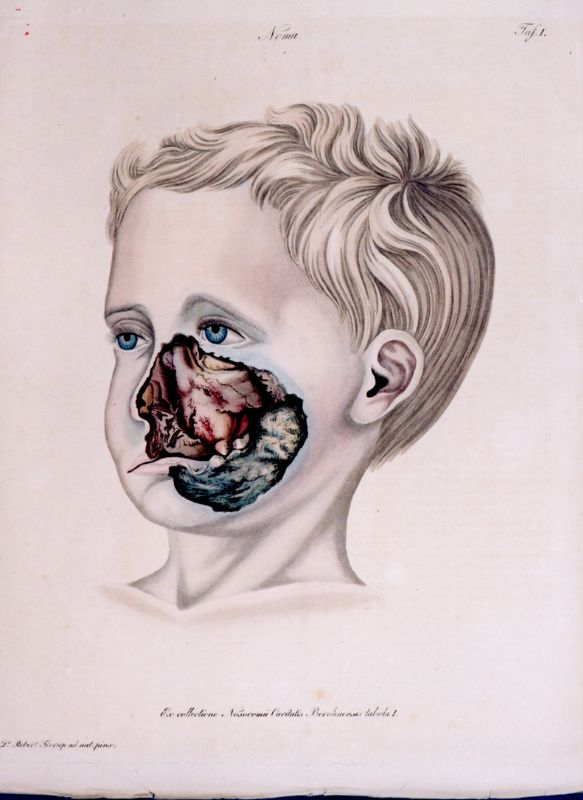
Noma – kolorierte Lithographie nach einer Zeichnung von Robert Froriep (1836)

Besondere Aufmerksamkeit widmete Mengele dem „Wasserkrebs“ (Noma), einer seltenen bakteriellen Infektionskrankheit. Dabei entsteht zunächst eine Wasserschwellung an der Wange, die sich bei fortschreitender Entzündung zu Mundfäule bis zur Verfaulung der Wange mit Löchern in der Gesichtshaut entwickelt und durch Blutvergiftung schließlich zum Tode führt. Voraussetzung dieses schwersten Krankheitsverlaufs ist eine erhebliche Schwächung der körpereigenen Abwehrkräfte.
Der „Wasserkrebs“ brach im Sommer 1943 im „Zigeunerlager“ aus, wo Unterernährung und Hygienemängel vorherrschten. Vor allem Kinder und Jugendliche erkrankten. „Dabei fielen ganze Fleischstücke ab, auch die Unterkiefer waren betroffen“, berichtete der tschechische Häftlingsarzt Jan Češpiva. „Einen solchen Gesichtsbrand wie dort habe ich noch niemals gesehen.“ Mengele ließ eine eigene Baracke auf dem Gelände des Krankenbaus für die Erkrankten einrichten und von dem jüdischen Häftling und Kinderarzt Berthold Epstein beaufsichtigen, der aus Prag nach Auschwitz deportiert worden war. Mit Hilfe eines weiteren Häftlingsarztes, Rudolf Vítek (im Lager noch Rudolf Weißkopf), untersuchte Epstein in Mengeles Auftrag Verlauf, Ursachen und Heilmethoden der Krankheit und erstattete regelmäßig Bericht.
Mengele führte genaue Untersuchungen der Erkrankten durch, fotografierte die jeweils befallenen Teile der Wange und beauftragte einen Kunstmaler unter den Häftlingen, die Gesichter zu zeichnen. Der Arzt Czesław Głowacki, Pfleger und Leichenträger im „Zigeunerlager“, berichtete in einer Vernehmung am 13. April 1972 außerdem, dass Mengele bei kranken Kindern Absonderungen der Mundschleimhaut entnahm und gesunden Kindern injizierte. Auch eine Versuchsgruppe Erwachsener habe es gegeben. Nach den Injektionen sei ein schneller Verfall der Betroffenen zu beobachten gewesen. Głowacki zufolge starben 3000 Menschen an diesen „Impfungen“, hauptsächlich Kinder.
Berichtet wird auch, dass Mengele erkrankte Kinder umbringen ließ, um sie untersuchen zu lassen und dass er Versuche über die Wirkung unterschiedlicher Kost durchführte. Histopathologische Untersuchungen und andere Laboranalysen nahm das Labor des Hygiene-Instituts der Waffen-SS in Raisko vor, wo Häftlinge wie Václav Tomášek oder Ludwik Fleck arbeiteten. Präparate einzelner Organe, nach Aussage Češpivas auch ganze Kinderköpfe, wurden für die Medizinische Akademie der Waffen-SS in Graz erstellt. Von verschiedener Seite wird betont, dass sich Mengele bei den gesamten Untersuchungen, die bis zur Auflösung des Krankenhauses im „Zigeunerlager“ im Juni 1943 andauerten, weniger für die Probleme der Mangelernährung interessierte, als vor allem nach der Rolle genetischer oder rassenbiologischer Faktoren fragte.

##### Zwillingsforschung
Ein weiteres Hauptinteressengebiet Mengeles war die Zwillingsforschung, zugleich das Spezialgebiet Verschuers. Die systematische Zwillingsforschung geht auf den Briten Francis Galton zurück, der zugleich als Begründer der Eugenik gilt. Die Entwicklung eineiiger und zweieiiger Zwillingspaare wird dabei unter der Annahme verglichen, dass Unterschiede zwischen eineiigen Zwillingen ausschließlich durch Umwelteinflüsse bedingt würden, weil diese Zwillingspaare im Unterschied zu zweieiigen Zwillingspaaren identisches Erbgut aufwiesen. Vor allem seit den 1920er Jahren war die Zwillingsforschung eine international anerkannte und verbreitete Untersuchungsmethode für Probleme menschlicher Vererbung. In Deutschland wurden damit vor allem erbpathologische Fragen untersucht. Anfang der 1940er Jahre bestanden die Desiderate der Forschung vor allem darin, dass man wissen wollte, welche Rolle die Vererbung bei der Reaktion des Menschen auf Infektionen spielte. Methodisch bedurfte es dazu aber einer möglichst gleichzeitigen Untersuchung erkrankter Zwillinge. In der Praxis kamen solche Fälle aber nur sehr selten vor. Noch seltener ergab sich die Möglichkeit, eine möglichst zeitnahe Sektion verstorbener Zwillingspaare vorzunehmen, um histologische oder anatomisch-pathologische Untersuchungen durchführen zu können.
Unter dieser Voraussetzung gilt es als sehr wahrscheinlich, dass Mengele im KZ Auschwitz eine Möglichkeit zur wissenschaftlichen Profilierung erblickte. Hans Münch berichtete, Mengele habe es als unverantwortlich angesehen, die Gelegenheiten, die sich der Zwillingsforschung in Auschwitz bieten würden, vorbeigehen zu lassen. „Wenn die sowieso ins Gas gehen …“, habe Mengele gesagt. „Die gibt es nie wieder, diese Chance.“ Er beabsichtigte wohl, sich mit dem Material seiner Zwillingsforschung zu habilitieren.
Mengele richtete auf dem Gelände des „Zigeunerlagers“ einen so genannten „Kindergarten“ ein, in welchem alle Kinder im Alter bis zu sechs Jahren untergebracht und eigens betreut wurden. Die Baracken waren in besserem Zustand als die meisten übrigen, ein regelrechter Kinderspielplatz mit Sandkasten, Schaukeln, Karussell und Turngeräten war eingerichtet, und die Kinder erhielten eine Zeit lang bessere Kost. Hier nahm Mengele aber auch die ersten Untersuchungen an Zwillingen vor und brachte weitere Zwillingspaare unter, die er vor allem aus den ständig neu ankommenden Transporten holte. Zu diesem Zweck hielt sich Mengele auch außerhalb seines eigentlichen Dienstplans häufig an der Rampe auf.
Mengele konnte seine umfassenden Untersuchungen allerdings nicht ohne Hilfe durchführen. Er machte Epstein zum Leiter seines Experimentallabors und versicherte sich der Mitarbeit der Häftlingsärzte und Häftlingspfleger, die er dabei streng beaufsichtigte und über den Zweck seiner Forschungen im Unklaren ließ. Im Fall der polnischen Anthropologin Martina Puzyna, die an Typhus erkrankt war, als sie Mengele im März 1944 während einer Selektion im Krankenbau traf, sorgte Mengele für zusätzliche Verpflegung und bessere Unterbringung, um sie nach ihrer Genesung anthropologische Messungen an Zwillingen vornehmen zu lassen. Sie gab an, dass Gerüchte kursierten, es werde „eine Vermehrung der nordischen Rasse“ angestrebt und die Züchtung von Zwillingen erprobt. Über das weitere Schicksal der Zwillinge habe sie nichts erfahren.
Viele Häftlingsärzte befolgten in Todesangst Mengeles Befehle. Einige wenige wählten den Suizid. Nach einem Bericht des Leiters des Häftlings-Leichenkommandos in Birkenau, Joseph Neumann, sollte der Arzt Dr. Koblenz-Levi, der vor dem Zweiten Weltkrieg zur Meningitis geforscht hatte, auf Befehl Mengeles gemeinsam mit seinem Bruder, der ebenfalls Arzt war, seine Forschungen im Krankenbau von Auschwitz fortsetzen. Nach wenigen Tagen habe Koblenz-Levi ihm, Neumann, aber gesagt, „daß er so eine barbarische Forschung nicht machen kann. [Ein] paar Tage später hat Dr. Koblenz-Levi Selbstmord begangen wie auch sein Bruder. […] Ich erinnere mich, wie Dr. Koblenz-Levi bei der Arbeit die ganze Zeit geweint hat wie ein kleines Kind.“
Das von Verschuer entwickelte und von Mengele angewandte Verfahren zur Unterscheidung ein- und zweieiiger Zwillinge basierte auf einer eingehenden Untersuchung verschiedener körperlicher Merkmale. Mengele verwendete in Auschwitz Fragebogen des KWI-A, anhand derer für jeden Zwilling eine 96 Punkte umfassende Personendatei mit Fotografien, Röntgenaufnahmen, regelmäßigen Untersuchungen, Urin- und Bluttests erstellt wurde. Darüber, welche speziellen Versuche und Untersuchungen Mengele an Zwillingen vornahm, sind bislang keine gesicherten Angaben möglich.
Eva Mozes Kor, eine der wenigen Überlebenden und Gründerin von CANDLES (Children of Auschwitz Nazi Deadly Lab Experiment Survivors), erinnert sich:

„Dreimal in der Woche gingen wir in das Hauptlager von Auschwitz zu Experimenten. Diese dauerten sechs bis acht Stunden. Wir mussten nackt in einem Raum sitzen. Jeder Teil unseres Körpers wurde vermessen, betastet, mit Tabellen verglichen und fotografiert. Auf jede Bewegung wurde geachtet. Ich fühlte mich wie ein Tier in einem Käfig. Dreimal in der Woche gingen wir ins Blutlabor. Dort wurden uns Keime und Chemikalien injiziert, und sie nahmen uns viel Blut ab.“

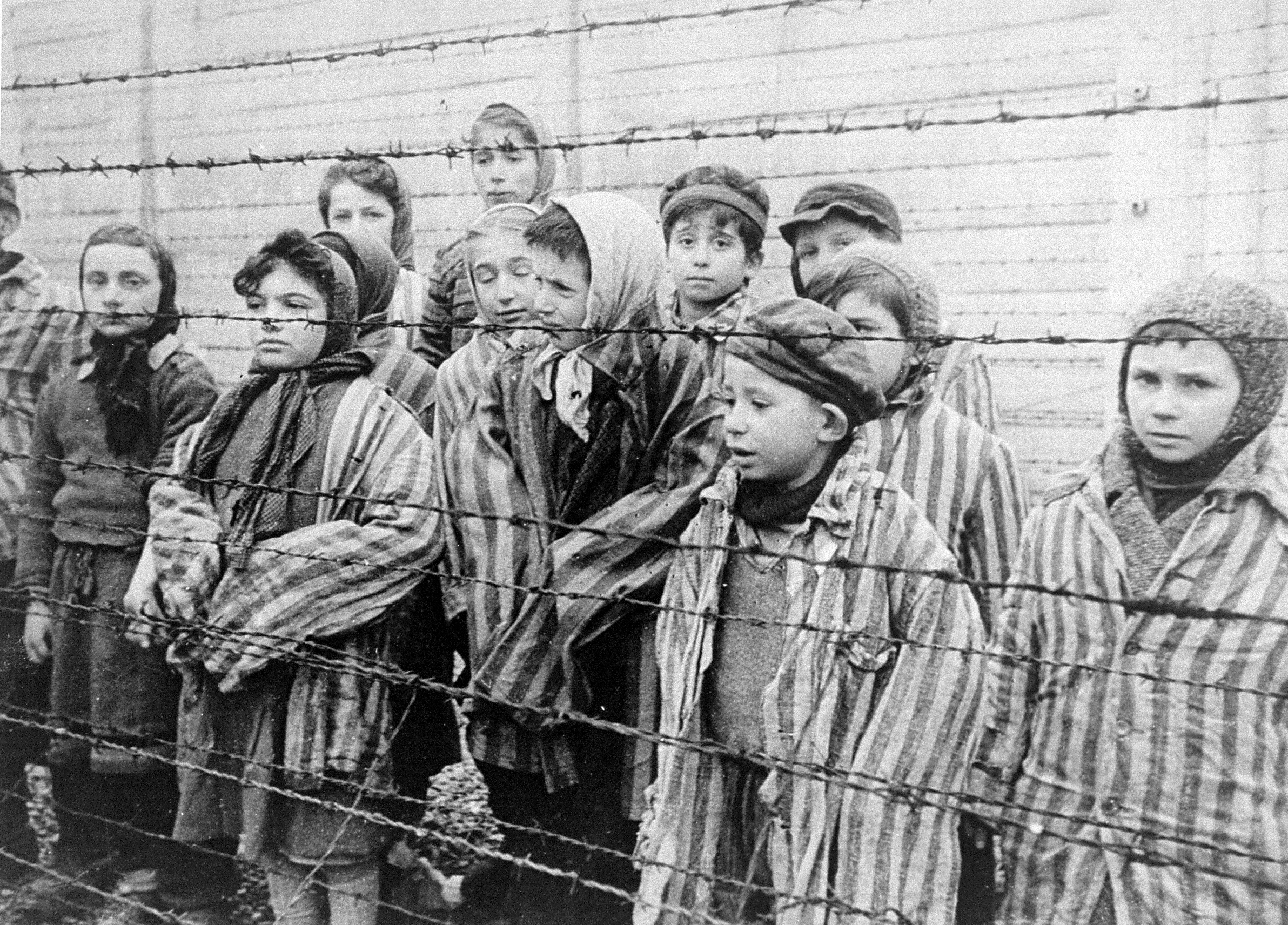
Überlebende Kinder bei der Befreiung des KZ Auschwitz durch die Rote Armee, darunter die jüdischen Zwillinge Miriam und Eva Mozes (mit Strickmützen) – Standfoto aus Filmmaterial des sowjetischen Soldaten Alexander Worontsow (27. Januar 1945)

Bezeugt sind Experimente mit Bluttransfusionen, Injektion von Fremdstoffen und Krankheitserregern sowie chirurgische Eingriffe ohne Narkose. Zwar genossen die Zwillinge im Lager als Objekte von Mengeles Forschung eine Art Sonderrolle und Schutz. Gleichzeitig aber bestimmte Mengele ohne weiteres über ihr Schicksal. Mehrfach wird von Tötungen berichtet, entweder im Auftrag Mengeles oder durch ihn persönlich vorgenommen, insbesondere von Fällen, in denen ein Zwilling eines natürlichen Todes starb und der andere etwa durch eine Phenolinjektion bzw. Chloroforminjektion ins Herz getötet wurde, um auch obduziert werden zu können. Der Pathologe und Häftlingsarzt Miklós Nyiszli berichtete im Sommer 1945, wie Mengele persönlich 14 „Zigeunerzwillinge“ durch Injektion tötete, um sie anschließend sezieren zu lassen. Die Opfer nahmen in der Regel nicht wahr, dass Mengele im Rahmen seiner Untersuchungen auch tötete oder töten ließ. Ihnen gegenüber, von Mengele auch als „meine Meerschweinchen“ bezeichnet, verhielt er sich äußerlich korrekt und zugänglich. Überlebende hatten deshalb nach dem Krieg Schwierigkeiten, sich die Unaufrichtigkeit von Mengeles Zuwendung einzugestehen.
Die jüdischen Zwillinge waren seit Mai 1944 zum Teil auf dem Gelände des Krankenbaus (Abschnitt B Ia) in Baracke 22 des Frauenlagers untergebracht. Diese wurden im Juli 1944 in die Holzbaracke I verlegt. In der Baracke 22 verblieben Mütter mit Zwillingen im Alter von bis zu zwei Jahren. Ältere Jungen und Männer befanden sich in Baracke 15 des Männerkrankenbaulagers in Birkenau (B IIf). Hier befand sich nach der Liquidierung des „Zigeunerlagers“ auch Mengeles Laboratorium mit Einrichtungen für Radiologie, Stomatologie und Ophthalmologie.
Mit der Auflösung des „Zigeunerlagers“ Anfang August 1944 wurden die letzten dort verbliebenen zwölf Zwillingspaare getötet. Nach der Aussage von Snieszko und den Szymanskis erschoss Mengele die Kinder im Vorraum des Krematoriums in Birkenau und ordnete anschließend ihre Sektion an. Miklós Nyiszli, der das letzte dieser Paare sezierte, geht davon aus, dass die Kinder vergast wurden.
Die genaue Zahl der von Mengele untersuchten Zwillinge ist unbekannt. Massin schätzt ihre Zahl insgesamt auf wenigstens 900. Eine Häftlingspflegerin gibt an, dass in der Holzbaracke I die höchste Anzahl der Zwillingspaare 350 betrug und sich im Januar 1945, kurz vor der Evakuierung, noch 72 Zwillinge dort befanden. Überwiegend handelte es sich um Kinder im Alter von acht bis zwölf Jahren, seltener um Erwachsene. Nur sehr wenige überlebten Auschwitz.

##### Augen aus Auschwitz
Verfolgte Mengele mit seinen Zwillingsstudien in erster Linie eigene Forschungsinteressen, so werden einige seiner Experimente in direkten Zusammenhang mit den Projekten anderer Wissenschaftler gebracht, die am KWI-A forschten. So berichteten Häftlinge nach 1945 mehrfach, Mengele habe ihnen gegenüber geäußert, er arbeite „an der Möglichkeit einer Veränderung der Irisfarbe“. Mengele wurde dabei beobachtet, wie er Kindern Flüssigkeiten in die Augen träufelte, welche die Augen schwellen, eitern und röten ließen und auch zur Erblindung oder zum Tode führten. Einige Zeugen berichten von einer Vielzahl präparierter Augen, die Mengele offenbar auch nach Berlin an das KWI-A zur weiteren Untersuchung schickte. Die Experimente führte Mengele sowohl an Sinti-Kindern wie auch an jüdischen und nichtjüdischen Kindern durch, darunter auch Neugeborenen.
Zwischen Mengeles Versuchen und einem Forschungsprojekt der Biologin Karin Magnussen am KWI-A wird ein Zusammenhang gesehen. Magnussen arbeitete zur Frage, inwieweit die Augenfarbe erblich bedingt sei und als Grundlage für Rassen- und Abstammungsuntersuchungen dienen könnte. Dabei erprobte sie zunächst in der von Hans Nachtsheim geleiteten Abteilung für „Experimentelle Erbpathologie“ an Kaninchen die Wirkung von Hormonen und pharmakologischen Stoffen auf die Pigmentierung der Augen verschiedener „Rassen“. Ihre Versuche erinnern dabei an die von Mengele vorgenommenen Einträufelungen. Da Mengele über keinerlei augenärztliche Erfahrungen verfügte, hatte er seine Substanzen wahrscheinlich von Magnussen erhalten. In einem Aufsatz vom Sommer 1944 Über die Beziehungen zwischen Irisfarbe, histologischer Pigmentverteilung und Pigmentierung des Bulbus beim menschlichen Auge berichtete Magnussen außerdem über die Untersuchung menschlicher Augenpaare. Bei 31 dieser Augenpaare gab sie keine Auskunft über deren Herkunft, sodass es als wahrscheinlich gilt, dass diese Augen aus dem KZ Auschwitz stammten.
Im Rahmen ihres Entnazifizierungsverfahrens 1949 machte Magnussen dazu keine näheren Angaben, schilderte aber, wie sie bereits 1938 auf eine „Zigeunersippe“ – die Familie Mechau – aufmerksam geworden sei, bei denen gehäuft Heterochromie auftrat. Noch im Frühjahr 1943, kurz bevor die Familie als „Zigeuner“ nach Auschwitz deportiert wurde, fotografierte sie die Augen von Zwillingen dieser Familie. Durch Mengele habe sie die Möglichkeit erhalten, ihre Forschung fortzusetzen. Sie habe ihn gebeten, ihr nach dem Tod eines Angehörigen dieser Familie einen Sektionsbericht und das pathologische Augenmaterial zu schicken. In Auschwitz starben viele Mitglieder dieser Familie. Auch wenn sich die Umstände ihres Todes bislang nicht restlos aufklären lassen, wird es als gesichert angesehen, dass die Kinder der Familie Mechau Opfer von Mengeles Menschenversuchen wurden. Der Häftlingsarzt Iancu Vexler etwa bezeugt, dass Mengele ihn beauftragte, heterochrome Augen von Angehörigen einer Zigeunerfamilie nach deren Tod zu entnehmen, zu präparieren und nach Berlin zur Untersuchung zu schicken. Hier nahm Magnussens Vorgesetzter Nachtsheim die Kiste entgegen.

„Ich muss gestehen, daß es für mich der größte Schock war, den ich in der ganzen Nazizeit erlebt habe, als Mengele eines Tages die Augen einer im Konzentrationslager Auschwitz untergebrachten Zigeunerfamilie sandte. Die Familie hatte Heterochromie der Iris, und eine Mitarbeiterin des Instituts, die über Heterochromie arbeitete, hatte vorher Interesse an diesen Augen gezeigt.“

Miklós Nyiszli berichtet außerdem von vier Zwillingspaaren, die Mengele am 27. Juni 1944 durch Injektion von Chloroform oder Phenol tötete und deren heterochrome Augen er präparieren ließ. SS-Oberscharführer Erich Mußfeldt, Kommandoführer des Sonderkommandos KZ Auschwitz-Birkenau, bestätigte dies bereits 1947.

„Als ich zum Dienst erschien, traf ich drei Häftlingsärzte beim Sezieren der Leichen dieser Kinder an. Ich fragte, was das für Leichen waren. Die Ärzte antworteten darauf, daß die Kinder von Mengele mit einer Giftinjektion getötet worden seien, weil sie Merkmale hatten, die Mengele im Zusammenhang mit seinen Forschungen besonders interessierten. Es ging vor allem um die Augenfarbe. Er hatte nämlich festgestellt, daß von den Zwillingspaaren jeder Zwilling ein blaues und ein graues Auge hatte. Bei der Sektion wurden die Augäpfel entfernt und als Ausstellungsstücke nach Berlin geschickt.“

##### Bluttests
Bei einem weiteren Forschungsprojekt des KWI-A in Berlin arbeitete Mengele in seiner Funktion als Lagerarzt in Auschwitz offiziell mit. Der Biochemiker Emil Abderhalden hatte sich 1940 an Verschuer gewandt, weil er das Blut von Zwillingen zur Überprüfung der nach ihm benannten „Abderhalden-Reaktion“ an eineiigen Zwillingen benötigte. Abderhalden stellte dabei die Behauptung auf, dass bestimmte Reaktionen des Abwehrsystems die Produktion jeweils spezifischer Proteasen anregten. Durch den Nachweis solcher Enzyme im Blut – Abderhalden nannte sie „Abwehrfermente“ – sollte der Nachweis von Krankheiten wie etwa Geisteskrankheiten oder Krebs durch Bluttests möglich werden. Abderhalden glaubte aber auch, dass in den Eiweißstoffen des Gewebes und Blutes Rassemerkmale enthalten seien.
Diesen Gedanken griff Verschuer auf und entwickelte daraus ein Forschungsvorhaben zur Vererbung „spezifischer Eiweißkörper“, von dem er sich offensichtlich erhoffte, einen Bluttest zur Bestimmung menschlicher Rassenzugehörigkeit entwickeln zu können. In einem Zwischenbericht des KWI-A an die Deutsche Forschungsgemeinschaft, die das Projekt förderte, erläuterte Verschuer, dass sein als Lagerarzt im KZ Auschwitz eingesetzter Assistent Mengele als Mitarbeiter in diesen Forschungszweig eingetreten sei. „Mit Genehmigung des Reichsführers SS werden anthropologische Untersuchungen an den verschiedensten Rassengruppen dieses Konzentrationslagers durchgeführt und die Blutproben zur Bearbeitung an mein Laboratorium geschickt.“ In das Vorhaben wurde ferner der Biochemiker Günther Hillmann einbezogen, der als ausgewiesener Spezialist für Eiweißforschung vom Kaiser-Wilhelm-Institut für Biochemie unter Adolf Butenandt abgestellt worden war. Verschuer sprach in diesem Zusammenhang von bereits 200 untersuchten Blutproben von Angehörigen verschiedener „Rassen“, aus denen Substrate hergestellt worden seien.
Der Molekularbiologe Benno Müller-Hill hat diese Blutuntersuchungen in Verbindung mit einem anderen Forschungsprojekt am KWI-A gebracht, nämlich zur Rassenspezifik der Tuberkulose, bearbeitet von Karl Diehl. Demnach habe Mengele gezielt „Zigeuner“-Zwillinge und Juden mit Tuberkulose und Flecktyphus infiziert, um ihnen dann Blut für Untersuchungen in Dahlem zu entnehmen. Dies sei Inhalt der Tests Günther Hillmanns gewesen, weil man gehofft habe, dabei eine Therapie auf molekularer Basis entwickeln zu können. Seine These wird durch die äußeren Umstände, Koinzidenzen zwischen den Forschungsvorhaben und durch das, was ohnehin über Mengeles Experimente bekannt geworden ist, plausibilisiert.
Der Historiker Achim Trunk hat demgegenüber allerdings eine andere Rekonstruktion geltend gemacht. Demnach waren das Tuberkulose-Forschungsvorhaben und das Eiweißkörpervorhaben in der Tat voneinander getrennt und nicht miteinander verknüpft. Stattdessen sei es Verschuer vor allem um die „Feststellung der Rassenspezifität von Eiweißstoffen“ gegangen, also um einen serologischen Rassentest. Dazu wurden die Probanden in Auschwitz rassenanthropologisch untersucht, und es wurde ihnen Blut entnommen. Aus den Blutproben wurde in Dahlem Plasma-Substrat hergestellt und Kaninchen injiziert, um die vermuteten „Abwehrfermente“ beobachten zu können. Hans-Walter Schmuhl zitiert in diesem Zusammenhang einen Brief Verschuers an Diehl von 1944, durch den er Trunks Rekonstruktion klar bewiesen sieht. Es sei nicht darum gegangen, „Abwehrfermente“ gegen Tuberkulose und andere Infektionskrankheiten in den von Mengele abgenommenen Blutproben nachzuweisen, sondern um die Verarbeitung der Proben zu Substraten, die durch bei Kaninchen gewonnene Abwehrfermente umgesetzt werden sollten.

##### Kleinwüchsige
Neben seinem Interesse für Zwillinge wird auch von der besonderen Beachtung berichtet, die Mengele kleinwüchsigen Menschen und solchen mit angeborenen Behinderungen entgegenbrachte. Erwähnt wird in diesem Zusammenhang etwa eine Gruppe zweiundzwanzig ungarischer Kleinwüchsiger, die im Rahmen der Deportation der ungarischen Juden am 19. Mai 1944 nach Auschwitz verbracht wurden. Mengele habe sie von der Selektion zurückgestellt und im Block 30 des Lagerabschnitts B II b untergebracht, später im Block 9 des Frauenlagers B I a und umfassende Untersuchungen durchgeführt. Angehörige dieser Familie wurden von der Roten Armee befreit. Gerade die kleinwüchsigen Opfer gingen trotz ihrer Privilegien immer davon aus, dass sie Auschwitz nicht überleben würden.

„Uns wurden zahlreiche Spritzen in nahezu alle Organe gegeben, Medikamente verabreicht, und wir wurden zahllosen Blutentnahmen unterzogen. Fast jeden Tag wurde an uns experimentiert. … Mengele hat die Experimente persönlich überwacht, und er war fast jeden Tag da und hat bezüglich uns Weisungen an die Häftlingsärzte erteilt. …
Auch wenn unsere Lebensbedingungen wesentlich besser waren“ [als die der übrigen Häftlinge], „erlebten wir große seelische Qualen, da wir davon wußten, daß wir früher oder später getötet werden und unsere Skelette in einem biologischen Museum aufgestellt werden.“

Die Tötungen Missgebildeter zu Forschungszwecken werden von verschiedener Seite bestätigt. Miklos Nyiszli berichtet, dass er die Menschen mit Missbildungen zunächst genau zu vermessen hatte. Anschließend wurden sie von Oberscharführer Erich Mußfeldt mit einem Kleinkalibergewehr durch Genickschuss getötet. Nyiszli musste die Leichen dann sezieren und schließlich mit Chlorkalk ätzen. Die sauberen Knochen verschickte er anschließend in Paketen an das KWI-A in Dahlem, wo eine „Erbbiologische Centralsammlung“ unterhalten wurde. Empfänger waren dort wahrscheinlich Hans Grebe und Wolfgang Abel, am KWI-A die Spezialisten auf diesen Gebieten. Die Zahl dieser Opfer ist nicht bekannt.

##### Weitere Medizinverbrechen
Mengele führte Menschenversuche nicht nur im Rahmen seiner eigenen Forschungsinteressen durch, sondern orientierte sich auch an den Experimenten anderer KZ-Ärzte in Auschwitz. So experimentierten Carl Clauberg und Horst Schumann mit besonderer Förderung Heinrich Himmlers zur Sterilisation von Menschen. Auch Mengele erprobte diverse Operationstechniken zur Sterilisierung und Kastration von Männern und Frauen, experimentierte mit der Injektion von Säuren in den weiblichen Eileiter, mit Röntgenbestrahlung und Hormongaben. Diese und andere Operationen führte Mengele, der über keine fachärztliche Ausbildung in Chirurgie verfügte, in der Regel ohne Anästhesie durch. Diejenigen, welche die Operationen überlebten, wurden später vergast.
An der Erprobung der neuen Medikamente gegen Fleckfieber und Malaria, welche die Behringwerke, Hoechst und die Bayer AG in großer Menge in die Konzentrationslager schickten, war Mengele allem Anschein nach nur am Rande beteiligt. Stanisław Czelny, ein polnischer Arzt, der Häftlingspfleger im „Zigeunerlager“ war, sagte im Ermittlungsverfahren 1972 aus, dass er im Juni 1943 von Mengele zunächst mit Fleckfieber infiziert und dann mit einem unbekannten, offenbar unwirksamen Medikament behandelt wurde. Der frühere Leichenträger im Krankenbau, Jakov Balabau, berichtete, dass Mengele einmal Häftlinge habe suchen lassen, die bereits wenigstens einmal an Malaria erkrankt waren. Insgesamt hätten sich 48 Häftlinge eingefunden, die einzeln in ein Zimmer geführt und durch Injektion getötet worden seien. Man habe den noch warmen Körpern das Blut entnommen, wohl in der Hoffnung, daraus einen Impfstoff herstellen zu können.
Die Revierschreiberin Judith Guttmann, die ursprünglich als Zwilling Mengeles Aufmerksamkeit erregt hatte, sagte am 21. Januar 1972 aus, dass Mengele Experimente mit „Elektroschocks“ durchführte. Dabei wurden ca. 70 bis 80 Häftlingen, überwiegend Frauen in Auschwitz-Monowitz, Stromstöße unterschiedlicher Stärke verabreicht, um herauszufinden, bei welcher Stärke sie starben. Auch die Überlebenden dieser Versuchsreihe wurden anschließend vergast.
Ruth Elias, die als Hochschwangere Ende 1943 nach Auschwitz deportiert worden war, berichtete in ihren Erinnerungen, dass Mengele ihr nach ihrer Entbindung untersagte, ihr Kind zu stillen, offenbar um festzustellen, wie lange ein Neugeborenes ohne Essen überleben könnte. Nach sechs Tagen habe Mengele angekündigt, sie solle sich und ihr Kind zum „Abholen“ bereitmachen, was nichts anderes als die Ankündigung ihrer Vergasung bedeutet habe. In dieser ausweglosen Situation nahm Ruth Elias von einer Häftlingsärztin eine Morphiumspritze an und tötete ihr eigenes Kind. Als junge, arbeitsfähige Frau ohne Kind wurde sie einem Transport in ein anderes Lager zugeteilt. Der Historiker Thomas Rahe beschreibt dieses Beispiel einer Kindstötung, wie sie in Auschwitz immer wieder vorkam, um wenigstens das Leben der Mutter zu retten, als Teil der durch die Nationalsozialisten konstruierten Gegenlogik, die jede rationale Annahme in ihr todbringendes Gegenteil verkehrt und die Überlebensabsicht der Opfer als Teil des Vernichtungsplans instrumentalisiert habe.

#### Zwischenbilanz: Mengele – Direktor einer Außenstelle des KWI-A in Auschwitz?
Die Frage, inwieweit Mengele in Auschwitz trotz aller Unmenschlichkeit seriöse wissenschaftliche Forschung betrieb, ist zuletzt neu beantwortet worden. Die Meinungen über seine Qualitäten als Wissenschaftler gingen bereits unter denjenigen, die ihn in Auschwitz erlebt hatten, weit auseinander. Für Hans Münch war er ein begabter, beinahe prophetischer Wissenschaftler. Ehemalige Häftlingsärzte stellten die Wissenschaftlichkeit seiner Arbeit in Frage, weil er nur katalogisiert und gesammelt habe, ohne in der Lage gewesen zu sein, seine so gewonnenen Daten unvoreingenommen auszuwerten. Andere Häftlinge hielten ihn für einen besessenen Megalomanen.
Benno Müller-Hill hat in einer wirkmächtigen Interpretation der Zusammenarbeit zwischen Mengele und Verschuer „Massenmord und Wahrheit“ als grundsätzlich unvereinbar angesehen und von „Pseudowissenschaft“ gesprochen. Dagegen wurde eingewandt, dass diese Interpretation die Wissenschaft als solche entlaste. So hat die Historikerin Stefanie Baumann die Bezeichnung der Menschenversuche in nationalsozialistischen Konzentrationslagern als „pseudowissenschaftlich“ scharf kritisiert. Denn „die Bezeichnungen ‚pseudomedizinische‘ Versuche oder ‚Pseudowissenschaft‘, die bis heute in der Wiedergutmachungsterminologie verwendet werden, [tragen] zur Verharmlosung der Tatbestände bei, und gerade die deutsche Ärzteschaft beharrte nach 1945 auf diesen Begriffen. Die Unterscheidung zwischen seriöser und unseriöser Forschung sollte zur Entschuldigung der ‚wahren‘ Wissenschaftler beitragen […]. So ist die Bezeichnung ‚Pseudowissenschaft‘ schon allein aus dem Grund unzutreffend, da die Experimente nicht per se unwissenschaftlich waren.“ Bei der Diskussion über die Qualität nationalsozialistischer Wissenschaft werde vernachlässigt, dass die Versuche vor allem deshalb abzulehnen seien, weil sie an entrechteten und wehrlosen Menschen durchgeführt wurden.
Ernst Klee hat dagegen Mengeles Experimente und Tötungen als „Orgie verbrauchender Forschung“ mit der Wissenschaft schlechthin identifiziert. Ein Forschungsprojekt zur Geschichte der Kaiser-Wilhelm-Gesellschaft deckte auf, dass die Verbindungen zwischen den deutschen Eliteforschungsinstitutionen und den nationalsozialistischen Gewaltverbrechen jedoch weiter reichten und komplexer waren, als diese Charakterisierungen andeuten. Mengele war in der Wissenschaft gut vernetzt und erhielt vor dem Krieg Einladungen zu internationalen Kongressen. Der Fall Mengele zeige, so die Historikerin Carola Sachse, „daß es in dieser Eliteorganisation tatsächlich Wissenschaftlerinnen und Wissenschaftler gab, die von den medizinischen Verbrechen in Auschwitz profitieren konnten, indem sie von dort menschliche Präparate auf Bestellung bezogen. Sie nutzten diese Chance für ihre Forschung, entsprechend einer in der Experimentalmedizin weit zurück reichenden und auch heute keineswegs überwundenen Denkweise, die sich um des naturwissenschaftlichen Erkenntnisfortschritts willen möglichst wenig um die Herkunft ihrer Präparate sorgt.“
Zumal verschiedene Besuche Mengeles bei Verschuer in Dahlem belegt sind, bezeichnete Benoit Massin Mengele als „‚Institutsdirektor‘ der ‚Außenstelle Auschwitz‘“ des KWI-A Dahlem. Hans-Walter Schmuhl findet diese weitgehende Interpretation problematisch, weil dadurch eine institutionelle Verbindung unterstellt werde, die tatsächlich nicht bestand, und auch eine zu große Abhängigkeit Mengeles von Verschuer angenommen werde. Schmuhl verweist darauf, dass Mengele versuchte, sich auch in die Wissenschaft zu integrieren, etwa indem er pharmazeutische Studien für die IG Farben durchführte. Mengeles Zusammenarbeit mit verschiedenen Forschern wie Grebe, Abel und Liebau, aber auch mit dem SS-Arzt Erwin von Helmersen, der ein Schüler des Rassenhygienikers Fritz Lenz und als Lagerarzt im „Zigeunerlager“ sowie im Gefangenenhospital B II f Untergebener Mengeles war, lassen ein ganzes Netzwerk von Verbindungen mit möglichen anderen Auftraggebern aus Wissenschaft, Industrie und SS aufscheinen.
In verkürzter Form wurden diese historischen Forschungsergebnisse so wahrgenommen, als ob Mengele zwar unmenschliche, aber doch seriöse genetische Spitzenforschung betrieben hätte. Dabei darf jedoch nicht übersehen werden, dass sich die Forschungsfragen vielleicht auf der Höhe der Zeit bewegten, dass sie vor allem aber von einem unhinterfragten Rassismus bestimmt wurden, der sich auf organizistisches Weltbild gründete und einen Praxisbezug zur NS-Rassenpolitik hatte. Die amerikanische Historikerin Sheila Weiss hat außerdem die Frage aufgeworfen, ob Verschuer bzw. Mengele auch bereit gewesen wären, zum Wohle der Wissenschaft Versuche an Menschen durchzuführen, die sie nicht als minderwertig ansahen.
Verschuer zumindest verlor seine Stellung am KWI-A, weil Robert Havemann, der Anfang 1946 die Leitung der KWI-Institute in Berlin übernommen hatte, die Kontakte zwischen Mengele und Verschuer öffentlich machte und eine Untersuchungskommission eingesetzt wurde. Verschuer selbst stritt in Vernehmungen durch Militärbehörden 1947 ab, das Ausmaß der Verbrechen in Auschwitz gekannt zu haben; Mengele habe ihm lediglich von Fabriken erzählt und davon, wie gut er sich mit seinen Patienten verstanden habe.

### Lagerarzt im KZ Groß-Rosen
Am 17. Januar 1945 rückte die Rote Armee auf das nur fünfzig Kilometer östlich von Auschwitz gelegene Krakau vor. Während Lagerkommandant Richard Baer die Räumung des Lagers anordnete, verließ Mengele das Lager mit einem PKW in Richtung des KZ Groß-Rosen, seine eilig eingepackten medizinischen Unterlagen im Gepäck. Seit dem 18. Januar wurde er in Groß-Rosen als Lagerarzt geführt. Er war zum Nachfolger des ab dem 6. Februar 1945 versetzten Friedrich Entress als neuer SS-Standortarzt designiert. Nach der Räumung von Groß-Rosen bezog der Kommandanturstab das Außenlager Reichenau, um von dort aus die noch bestehenden Außenlager im Lagerkomplex Groß-Rosen bis Kriegsende weiterzuverwalten. Vermutlich führte auch Mengele seine Tätigkeit von Reichenau aus weiter, denn mehrfache Inspektionen in den Krankenrevieren verschiedener Groß-Rosener Frauenaußenlager im Sudetengebiet sind für Februar und März 1945 belegt. Dort nahm er unter anderem Selektionen von kranken und schwangeren Frauen vor, die in andere Lager überstellt wurden. Gegen Kriegsende befand sich Mengele in Nordböhmen im Kriegslazarett 2/591 der 17. Armee. Hier arbeitete der Internist Otto-Hans Kahler als Militärarzt, den Mengele als Kollegen am Frankfurter Institut unter Verschuer kannte. Durch Kahlers Fürsprache erhielt Mengele am 2. Mai 1945 die Erlaubnis, sich in Uniform der Wehrmacht dem Lazarett anzuschließen.

### Nach Kriegsende

#### Internierung durch die Amerikaner
Die Einheit hielt sich auf ihrem weiteren Rückzug zunächst im Erzgebirge auf und gelangte schließlich im Juni 1945 nach Bayern, wo sie durch Angehörige der US-Armee interniert wurde, zunächst in einem Kriegsgefangenenlager bei Schauenstein. Nach sechs Wochen wurde Mengele in ein anderes Lager bei Helmbrechts verlegt und nach zwei weiteren Wochen entlassen, obwohl er bereits seit Mai 1945 auf den Kriegsverbrecherlisten geführt wurde. Er wurde nicht als SS-Angehöriger, geschweige denn als KZ-Arzt identifiziert, weil er keine Papiere mit sich führte, falsche Namen benutzte, Kameraden für ihn bürgten und er auch nicht die typische Blutgruppentätowierung der SS aufwies – angeblich hatte er sich aus Eitelkeit nicht tätowieren lassen. Mit gefälschten Papieren auf den Namen „Fritz Hollmann“ machte er sich über Donauwörth auf den Heimweg nach Günzburg, wo er Kontakt mit seiner Familie aufnahm und sich zunächst einige Wochen lang im Wald versteckte.

#### Auf der Flucht

##### Knecht in Oberbayern
Anfang Oktober 1945 gelangte Mengele über München auf ein einsam gelegenes Gehöft in Oberbayern, den Lechnerhof in Mangolding. Hier arbeitete er zurückgezogen als Knecht. Die Familie Mengele vermied aus Sicherheitsgründen jeden Kontakt. Erst im Herbst 1946 besuchte ihn seine Frau Irene, die ihn um die Scheidung bat. Zwar war der Name Josef Mengeles bereits in mehreren Prozessen gefallen, aber die Amerikaner hielten ihn für tot, zumal die Familie Mengele in der Öffentlichkeit den Eindruck erweckt hatte, als ob er im Osten vermisst sei.

##### Über die „Rattenlinie“ nach Argentinien
Im Sommer 1948 kam Mengele zu dem Entschluss, in das peronistische Argentinien zu fliehen. Er verließ am 1. August 1948 den Lechnerhof und traf Vorbereitungen zur Flucht. So trat er notariell seinen Erbteil an der Firma Mengele ab, während die Familie einen – allerdings dilettantisch – gefälschten Pass besorgte. Wo sich Mengele in dieser Zeit aufhielt, ist unklar, vermutlich in den Wäldern um Günzburg. Am 15. April 1949 fuhr er mit dem Zug nach Innsbruck und begab sich von dort nach Steinach am Brenner, wo er am 17. April 1949 seine Fluchthelfer um den früheren SS-Mann und nunmehrigen Gastwirt Jakob Strickner traf. In der Nacht wurde Mengele über die „grüne Grenze“ nach Italien geschleust. Mit dem Zug reiste er weiter ins südtirolerische Sterzing. Hier hielt er sich vier Wochen auf und traf vermutlich seinen Schulfreund Hans Sedlmeier, der ihm von seinem Vater Devisen und einen kleinen Koffer mit Präparaten und Notizen aus Auschwitz überbrachte, den Mengele sich hinüber gerettet hatte. In Sterzing erhielt Mengele gefälschte Ausweispapiere auf den Namen „Helmut Gregor“ und wandte sich in Genua an das Schweizer Konsulat, das ihm einen Pass des Roten Kreuzes ausstellte. Durch Bestechung verschaffte er sich ein italienisches Ausreisevisum und verließ am 25. Mai 1949 auf dem Schiff North King Europa mit dem Ziel Buenos Aires. Er folgte damit einer der sogenannten „Rattenlinien“, die von Fluchtorganisationen wie dem „Kameradenwerk“ des Hans Ulrich Rudel organisiert wurden.

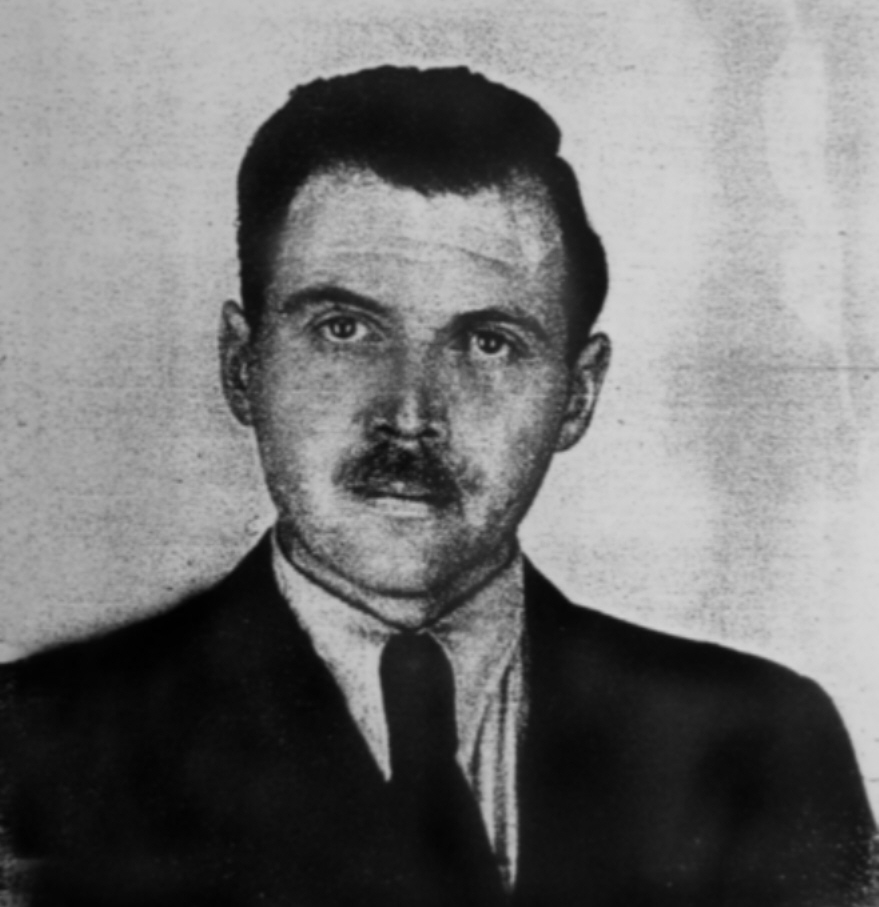
Josef Mengele (Buenos Aires, 1956)

Am 20. Juni 1949 traf Mengele in Buenos Aires ein. Er fand Unterschlupf bei Gerald Malbranc, erhielt am 17. September einen Fremdenausweis auf seine falsche Identität und lernte in der deutschen Kolonie andere Emigranten wie Rudel, Willem Sassen und Adolf Eichmann kennen. Durch die Unterstützung seiner Familie war Mengele wirtschaftlich unabhängig. Nachdem 1954 seine Scheidung ausgesprochen worden war, kam es zu einem engeren Kontakt mit seiner verwitweten Schwägerin Martha Mengele, geborene Ensmann. 1956 wurde ein Treffen der beiden zum Skiurlaub im Schweizer Wintersportort Engelberg organisiert. Mengele flog über New York City nach Genf ein und traf in Engelberg auch seinen 1944 in Freiburg geborenen Sohn Rolf, dem er als „Onkel Fritz“ vorgestellt wurde. Anschließend besuchte Mengele kurz Günzburg, bevor er wieder nach Argentinien zurückkehrte.
Um seine Hochzeit mit Martha zu ermöglichen, benötigte Mengele eine Geburtsurkunde. Im Sommer 1956 beantragte Mengele deshalb bei der deutschen Botschaft in Buenos Aires Ausweispapiere auf seinen richtigen Namen und erhielt am 11. September 1956 umstandslos einen neuen deutschen Reisepass, denn in Deutschland lag kein Haftbefehl gegen ihn vor. Die Behörden hatten sich nicht die Mühe gemacht, Mengeles Namen mit der Liste der international gesuchten Kriegsverbrecher abzugleichen.
Im Oktober 1956 reiste Martha Mengele mit ihrem Sohn Karl-Heinz in Argentinien ein. Mengele hatte sich als Mitgesellschafter einer Pharmafirma eingekauft und heiratete Martha am 28. Juli 1958 in Nueva Helvecia (Uruguay).

##### Deutscher Haftbefehl und Untertauchen in Paraguay
Der Schriftsteller Ernst Schnabel hatte im Frühjahr 1958 sein Buch Anne Frank – Spur eines Kindes herausgebracht, in welchem Josef Mengele erwähnt wurde. Auszüge erschienen als Fortsetzung auch in den Ulmer Nachrichten. Keiner wisse, hieß es dabei an einer Stelle, wo Mengele sei. Bald darauf ging bei der Redaktion ein anonymer Brief ein. Die Schreiberin gab an, einige Leute in Günzburg wüssten sehr wohl, wo sich Mengele aufhalte. Die Redaktion gab diesen Brief an Schnabel weiter, der ihn am 3. August 1958 der Ulmer Staatsanwaltschaft übergab. Die Memminger Staatsanwaltschaft stellte daraufhin Ermittlungen an, die der Familie Mengele zugetragen wurden. Am 25. Februar 1959 wurde auf Antrag der Staatsanwaltschaft Freiburg im Breisgau, welche die Ermittlungen übernommen hatte, Haftbefehl erlassen und wenige Tage später tauchte Mengele in Paraguay unter.
Unabhängig von Schnabel hatte außerdem Hermann Langbein Mengeles Spur aufgenommen. Er hatte Mengeles Scheidungsanwalt ermittelt und ein Dossier über Mengele zusammengestellt, das er dem Bundesministerium der Justiz übermittelte. Ihm gelang es sogar, Mengeles Adresse zu ermitteln, die er dann der Freiburger Staatsanwaltschaft mitteilte. Langbein war es dann auch, der mit einer Eingabe 1960 zunächst die Universität München aufforderte, zur Doktorwürdigkeit Josef Mengeles Stellung zu nehmen.
Während Martha Mengele 1961 nach Europa zurückkehrte, versteckte sich Josef Mengele zunächst im Süden Paraguays auf der Farm seines Freundes Rudel in der Nähe von Hohenau bei Encarnación. Mit Hilfe einflussreicher Freunde beschaffte er sich im November 1959 die paraguayische Staatsbürgerschaft auf den Namen „José Mengele“. Nicht nur herrschte in Paraguay zu diesem Zeitpunkt der deutschstämmige Diktator Alfredo Stroessner, zu dem Rudel enge Kontakte unterhielt, sondern die paraguayische Verfassung verbot auch die Auslieferung eigener Staatsbürger. Sorge bereiteten Mengele aber weniger die Auslieferungsanträge, welche die Bundesrepublik Deutschland mittlerweile an Argentinien gerichtet hatte. Am 11. Mai 1960 hatte der Mossad Adolf Eichmann nach Jerusalem entführt. Da seine Papiere auf seinen richtigen Namen lauteten, musste auch Mengele befürchten, bald aufgespürt zu werden. Mit einem brasilianischen Pass, ausgestellt auf den Namen „Peter Hochbichler“, flüchtete er deshalb Mitte Oktober 1960 nach Brasilien.
Es gibt unterschiedliche Angaben, wie nah der Mossad Mengele auf den Fersen war und warum die Suche schließlich eingestellt wurde. Man hatte Mengeles Spur bis nach Brasilien verfolgt und auch seinen Fluchthelfer identifiziert. Der Agent Zvi Aharoni war sich sicher, Mengele entdeckt zu haben. Aber Ende November 1962 schloss Isser Harel im Rahmen einer strategischen Neuausrichtung des Mossads Kommandounternehmen wie das im Fall Eichmann bis auf weiteres aus.

##### Versteckt in Brasilien und Tod
In São Paulo nahm Wolfgang Gerhard vom „Kameradenwerk“ Mengele auf und beschäftigte ihn in seiner Druckerei. Unzufrieden mit der eintönigen Arbeit, übernahm Mengele 1961 eine Stelle als Verwalter auf der Fazenda des ungarischen Ehepaares Stammer bei Araraquara. Als die Stammers gewahr wurden, wer ihr neuer Verwalter in Wirklichkeit war, nötigten sie Mengele zur Beteiligung am Kauf einer neuen Farm, der Kaffeeplantage Santa Luzia bei Lindóia. Anfang 1969 finanzierte Mengele einen Hauskauf der Stammers in Caieiras in der Nähe von São Paulo zur Hälfte mit und zog dann auch dorthin. Hier befreundete er sich mit Wolfram Bossert, der 1971 die notwendigen Botendienste übernahm, als Wolfgang Gerhard nach Österreich zurückkehrte. Gerhard überließ dabei Mengele seine Papiere. Der Kontakt zur Familie Mengele lief vor allem über Hans Sedlmeier, einen Prokuristen der Firma Mengele. 1975 ließen sich schon lange bestehende Spannungen zwischen Mengele und den Stammers nicht mehr überbrücken, und Mengele bezog ein kleines Haus in São Paulo. Im Oktober 1977 besuchte ihn dort sein Sohn Rolf. Am 7. Februar 1979, während eines Badeurlaubs mit den Bosserts in Bertioga, erlitt Mengele beim Schwimmen einen Schlaganfall und ertrank. Eigentlich wollte man ihn einäschern lassen. Da aber dafür das Einverständnis der Familie erforderlich war und so schnell kein Kontakt zu ihr hergestellt werden konnte, wurde er am 8. Februar 1979 als „Wolfgang Gerhard“ beerdigt.
Die Familie wurde informiert, beschloss aber, Stillschweigen zu bewahren. Zwar drohten der Familie Mengele als Angehörigen keine juristischen Konsequenzen, aber der loyale Kontaktmann Sedlmeier hätte wegen Strafvereitelung zur Rechenschaft gezogen werden können. Dieses Delikt verjährte fünf Jahre nach Josef Mengeles Tod, mithin im Februar 1984.

## Entdeckung
Mit der Identifizierung der Gebeine Martin Bormanns 1973 wurde Mengele zum weltweit wohl meistgesuchten NS-Verbrecher. Im August 1979 hob Paraguay nach einer Intervention der deutschen Bundesregierung unter Helmut Schmidt Mengeles Staatsbürgerschaft auf. Aber erst 1985 kam Bewegung in die Ermittlungen. Fast 100 überlebende Opfer Mengeles, die sich 1984 in der Organisation Children of Auschwitz-Nazi’s Deadly Lab Experiments Survivors (C.A.N.D.L.E.S.) zusammengeschlossen hatten, besuchten 1985 am Jahrestag der Befreiung von Auschwitz, dem 27. Januar, die Gedenkstätte. Vom 4. bis 6. Februar fand in Yad Vashem das sogenannte „Mengele-Tribunal“ statt, bei dem Mengele in Abwesenheit angeklagt wurde und 30 Überlebende ihr Schicksal schilderten. Beide Ereignisse erregten große Aufmerksamkeit in aller Welt. Die USA begannen, ihre Verwicklung in den Fall Mengele zu untersuchen, und starteten eine internationale Suchaktion, um Mengeles habhaft zu werden. Richard Breitman erklärt das amerikanische Engagement damit, dass die Lehren der Nürnberger Prozesse in den amerikanischen Sicherheitsbehörden verinnerlicht worden seien. Die USA seien bereit gewesen, erhebliche Risiken zur Ergreifung Mengeles in Kauf zu nehmen, um Paraguay unter Druck zu setzen.
Die auf seine Ergreifung ausgesetzten Belohnungen summierten sich auf umgerechnet zehn Millionen DM. Petra Kelly richtete am 14. März in Zusammenhang mit dem geplanten Deutschlandbesuch Alfredo Stroessners, von dem es immer noch hieß, er verstecke Mengele, eine auch öffentlich weithin beachtete parlamentarische Anfrage an die Bundesregierung.
Am 6. Juni 1985 wurde dann die Entdeckung von Mengeles Leichnam auf dem Friedhof von Embú gemeldet. Die Frankfurter Staatsanwaltschaft hatte am 31. Mai 1985 das Wohnhaus Hans Sedlmeiers durchsuchen lassen und dabei den umfangreichen Briefwechsel Mengeles und ein Adressbuch entdeckt. Am 5. Juni wurde die Wohnung der Bosserts in São Paulo durchsucht, die vom Tod Mengeles berichteten. Brasilianische, deutsche, amerikanische und israelische Experten untersuchten die exhumierten Überreste und kamen am 21. Juni zu dem eindeutigen Schluss, dass es sich tatsächlich um den Gesuchten handelte. Eine DNA-Analyse räumte 1992 letzte Zweifel aus.

## Nachlass
Erst nach dem Auffinden seiner Leiche wurde es möglich, die Etappen von Mengeles Flucht nachzuvollziehen. Eine wesentliche Quelle stellte dabei Mengeles handschriftlicher Nachlass dar, den sein Sohn Rolf bereits 1979 aus Brasilien geholt hatte und im Juni 1985 dem Burda-Verlag München unter im Einzelnen unbekannten Vertragsbedingungen überließ. Die Journalisten Gerald Posner und John Ware berichten, Rolf Mengele habe zunächst versucht, der Zeitschrift Stern den Nachlass seines Vaters gegen Geld anzubieten. Der freie Journalist Herbert Bauermeister habe ihm dann geraten, das Konvolut der Zeitschrift Bunte unter der Bedingung zu überlassen, dass die Gewinne Opfern von Konzentrationslagern zugutekommen sollten. Während der Burda-Verlag bis heute eine Geldzahlung an Rolf Mengele dementiert, kam die Wirtschaftsjournalistin Gisela Freisinger 2005 zu dem Schluss, dass Hubert Burda 1985 eine Million DM an Rolf Mengele und eine weitere Million an einen Wohltätigkeitsfonds in Jerusalem gezahlt habe. Einen anderen Teil des Nachlasses verkaufte Wolfram Bossert an den Stern.
Während die Materialien in den Händen des Stern frei einsehbar waren, hielt der Burda-Verlag seinen Teil des Nachlasses unter Verschluss. Lediglich zur Prüfung der Echtheit durften Experten für eine begrenzte Zeit die Unterlagen in Augenschein nehmen. Als Sachverständiger für Schriftuntersuchungen stellte Wolfgang Conrad die Echtheit fest, die von den Historikern Uwe Dietrich Adam, Andreas Hillgruber und Zdenek Zofka aufgrund der in den Schriftstücken dokumentierten Detailkenntnisse bestätigt wurde. Zofka wies allerdings darauf hin, dass die Echtheit der von ihm geprüften Dokumente nicht die Echtheit des gesamten Materials bedeute, weil bei anderen Schriftstücken ungewöhnliche Rechtschreibfehler aufgefallen seien und sich die Handschriften Bosserts und Mengeles ähnelten. Eine systematische Untersuchung des Nachlasses war seinerzeit nicht möglich.
Die insgesamt 3500 Seiten umfassenden Tagebücher und Journale aus Mengeles Nachlass, von denen in einer Artikelserie in der Zeitschrift Bunte 1985 kleine Ausschnitte veröffentlicht worden waren und in die auch Posner/Ware für ihre Mengele-Monographie (1986) Einblick hatten, wurden am 21. Juli 2011 für 245.000 Dollar (ca. 170.000 Euro) von einem amerikanischen Autographen-Auktionshaus versteigert. Weder die Provenienz des Nachlasses noch die Identität des neuen Besitzers wurden dabei bekanntgegeben. Aufzeichnungen Mengeles aus oder über seine Zeit in Auschwitz existieren nicht. Briefe vor 1973 galten lange als verschollen beziehungsweise wurden von der Familie mutmaßlich vernichtet. 2015 wurde im Rahmen eines Aufsatzes eine kommentierte Transkription von insgesamt zehn Feldpostbriefen Mengeles veröffentlicht, die er in den Jahren 1942 bis 1944 von der Ostfront beziehungsweise aus Auschwitz an seine Frau Irene in Freiburg und zuletzt in Günzburg geschrieben hatte. Die Anbieter der zwischen 2010 und 2013 von europäischen und amerikanischen Auktionshäusern versteigerten Briefe blieben wie auch die neuen Besitzer anonym.
Josef Mengeles Selbstzeugnisse aus den Jahren 1960 bis 1975 in Südamerika zeigen einen von schwankenden Stimmungen geplagten, selbstmitleidigen und isolierten Menschen. Er rechtfertigte sich auch noch lange nach Kriegsende in seinen Aufzeichnungen mit Topoi der NS-Propaganda, etwa damit, dass das Judentum Deutschland den Krieg aufgezwungen habe und dass es sich um einen Rassenkampf im sozialdarwinistischen Sinne gehandelt habe. Seinem Sohn gegenüber behauptete er, er habe nie jemanden getötet. Rolf Mengele berichtete außerdem, sein Vater habe sich darauf berufen, in Auschwitz nur seine Pflicht getan und Befehle ausgeführt zu haben. Er, Josef Mengele, sei nicht persönlich für die Geschehnisse im Lager verantwortlich. Er habe Auschwitz nicht erfunden.
Das Fritz Bauer Institut in Frankfurt verfügt über Taschenkalender Mengeles aus den Jahren 1962, 1963, 1967, 1970, 1973 und 1975 sowie über einzelne Notizblöcke. Auch darin geht Mengele nie auf seine nationalsozialistische Vergangenheit und auf die ersten Nachkriegsjahre ein, kommentiert das Weltgeschehen aber zuweilen antisemitisch. Im Verlauf der 1970er zunehmend sozial isoliert und von gesundheitlichen Problemen geplagt, war ihm der Briefkontakt zu seinem Sohn Rolf und zu seinem Neffen und Stiefsohn Karl Heinz Mengele ausgesprochen wichtig.

## Legendenbildung
Obwohl Mengele bereits 1945 zu den weltweit gesuchten Kriegsverbrechern gehörte, rückte er erst Anfang der 1960er Jahre in das Bewusstsein der Öffentlichkeit. Dies hatte mit dem 1959 begonnenen Ermittlungsverfahren der deutschen Justiz zu tun, mit den verschärften Bemühungen, Mengeles in Südamerika habhaft zu werden, und mit dem Eichmann-Prozess und den Auschwitzprozessen, durch die Mengeles Verbrechen einer breiteren Öffentlichkeit bekannt wurden. Seine Apostrophierung als „Todesengel“ geht wohl auf Zeugenaussagen in den Prozessen zurück. In dem überarbeiteten deutschen Haftbefehl von 1981 werden eine Reihe weiterer Verbrechen angeführt, die als „Exzeßtaten“ bezeichnet werden können.
Am 7. Juli 1964 veröffentlichte die Bild-Zeitung den Artikel „Blieb in Günzburg die Zeit stehen?“. Der Frankfurter Generalstaatsanwalt Fritz Bauer hatte dem Reporter Willy Schwandes gegenüber geäußert, Mengele verfüge über Millionen, die von seinem Bruder Alois aus Günzburg stammen müssten. Mengele werde in seiner Heimatstadt gedeckt, lebe doch der ganze Ort von der Maschinenfabrik Mengele. Daraufhin griffen auch andere Medien die Angelegenheit und etwa das Gerücht auf, Mengele habe der Beerdigung seines Vaters im November 1959 beigewohnt. Der Historiker Sven Keller spricht in diesem Zusammenhang von einem „Günzburg-Mythos“. Um den wahren Kern, dass die Familie Mengele Josef deckte, habe sich „ein dichtes Gewirr von Legenden von Nazismus, Konspiration und Antisemitismus“ entwickelt.
Auch Simon Wiesenthal griff diesen Mythos auf. In seinem 1967 veröffentlichten Buch Doch die Mörder leben widmete er Mengele das Kapitel Der Mann, der blaue Augen sammelte. Darin finden sich eine Reihe aufsehenerregender Geschichten, von denen aber nur die wenigsten zutrafen. So berichtet Wiesenthal davon, Mengele besuche regelmäßig die besten Restaurants von Asunción; er fahre in einem schwarzen Mercedes-Benz 280 SL, umgeben von bewaffneten Leibwächtern; er habe im Sommer 1960 mit einer gecharterten Yacht von der griechischen Insel Kythnos nach Ägypten einreisen wollen; er habe eine Auschwitzüberlebende, die ihn im Auftrag des Mossad gesucht habe, umgebracht. Weitere Geschichten, die etwa auch Michael Bar-Zohar verbreitete, besagten, Mengele sei 1964 einem Entführungskommando jüdischer Holocaust-Überlebender in Paraguay knapp entkommen oder er halte sich mit Martin Bormann im brasilianischen Dschungel versteckt. Unzählige Personen wollten Mengele gesehen haben. Der Fernsehreporter Adolfo Cicero verkaufte eine angebliche Filmaufnahme von 1966, die sogar auf Steckbriefen Verwendung fand. Der brasilianische Polizist Erich Erdstein behauptete, Mengele 1968 gestellt und erschossen zu haben. Beate Klarsfeld vermutete 1971 Mengele mit Bormann im Dschungel von Peru. Mengele wurde, so das Nachrichtenmagazin Der Spiegel 1985, „eine Art Fliegender Holländer des tausendjährigen Reiches“.
Der Mengele-Mythos produziert aber auch heute noch neue Schlagzeilen. Zuletzt erregte der argentinische Autor Jorge Camarasa Aufsehen mit seiner Vermutung, Mengele habe während seines Aufenthaltes in Paraguay verschiedene Kurzbesuche nach Cândido Godói in Brasilien unternommen, auch bekannt als „Stadt der Zwillinge“, wo eine überdurchschnittlich hohe Zahl an Zwillingsgeburten verzeichnet werde. Camarasa spekuliert, Mengele habe hier Experimente angestellt. Eine Untersuchung brasilianischer Genetiker fand jedoch keine Hinweise auf einen solchen Zusammenhang und führt die überdurchschnittlich vielen Zwillingsgeburten darauf zurück, dass die Stadt von nur sehr wenigen Familien gegründet worden sei, sodass eine genetische Besonderheit zur Geltung kommen konnte.
Der Historiker Bogdan Musiał bekam 2014 einen Hinweis auf den Nachlass eines Auschwitz-Überlebenden namens „Salomon Ferencz Fülöp Grósz Chorin“, ein ungarischer Arzt, der in Auschwitz Häftlingsarzt unter Josef Mengele gewesen sein soll. Dessen vermeintliche Enkelin, die sich Musial als „Gräfin Kaiser-Bethany“ vorstellte, hatte 2014 mit ihm in dieser Sache Kontakt aufgenommen. Musiał konnte den angeblich bis dato in einem Zürcher Tresor gelagerten handschriftlichen Nachlass, insbesondere die angeblichen „Auschwitz-Tagebücher“ (1943–45) und die „Memoiren“ (1964) Grósz Chorins Anfang 2015 sichten, die zahlreiche Einträge und Bemerkungen zu den Verbrechen Mengeles und anderer Lagerärzte in Auschwitz enthielten. Auf Wunsch „Kaiser-Bethanys“ entschied sich Musiał, den zunächst authentisch wirkenden Nachlass wissenschaftlich auszuwerten und zu veröffentlichen. Die Hamburger Stiftung zur Förderung von Wissenschaft und Kultur von Jan Philipp Reemtsma erklärte sich bereit, Musiałs Editionsvorhaben finanziell zu unterstützen. Bei einer genauen Analyse und Transkription der Texte stieß Musiał jedoch auf zahlreiche Unstimmigkeiten und fand schließlich heraus, dass es sich allesamt um Fälschungen von der Hand „Kaiser-Bethanys“ handelte; einen Auschwitz-Überlebenden Grósz Chorin hat es in Wirklichkeit gar nicht gegeben. Die „Gräfin Kaiser-Bethany“, Magdolna Kaiser, wurde 2018 wegen Hochstapelei und Betrugs in anderer Sache zu einer Gefängnisstrafe verurteilt. Im Jahr 2019 veröffentlichte Musiał das Ergebnis seiner Recherchen zu Kaisers Fälschungen unter dem Titel „Mengeles Koffer“.